# 東京マラソン
東京マラソン（とうきょうマラソン、英語: Tokyo Marathon）は、2007年に始まった東京都区部で行われるマラソン大会。正式名称には末尾に開催年が付され、第1回大会は「東京マラソン2007」である。現在は毎年3月の第一日曜日に開催される。「東京マラソン」の名称は、東京マラソン財団が権利を有する登録商標（日本第4952187号など）である。
2010年に国際陸上競技連盟（現：ワールドアスレティックス）の世界ロードレース格付け制度で、ニューヨークシティマラソン等にならび市民参加型大規模レースとしては日本で初めてゴールドラベルを獲得した。2013年大会からワールドマラソンメジャーズに加入し、世界の主要なマラソン大会のひとつとなった。さらに2020年からはワールドアスレティックスプラチナラベルロードレース（2021年からはエリート・プラチナ・ラベル）に認定された。
本記事では大会の概要について記す。各年度ごとの大会の詳細についてはそれぞれの記事を参照のこと（#歴代優勝者）。

## 概要

### 開催経緯
当大会施行前まで東京都心部で行われていたマラソン大会は、「東京国際マラソン」（男子）と「東京国際女子マラソン」、ハーフマラソンの距離で行われていた「東京シティハーフマラソン」、一般市民ランナー・障害者向け10kmロードレースの「東京シティロードレース」があった。それらを1つに統合して「ニューヨークシティマラソン」、「ロンドンマラソン」、「ボストンマラソン」に匹敵する市民参加型大規模として、東京マラソンが企図された。
元々、日本財団や都民を中心に都心部の公道を使用した大規模な市民マラソン大会を希望する声があった。その実現を願って市民主導のNPO法人主催による、「歩道を使い、信号を遵守する」という形の市民マラソン大会「東京夢舞いマラソン」が2001年から行われてきた。その願いを「東京マラソン」という形で実現させるにあたっては、東京都庁、特に当時の東京都知事の石原慎太郎が主導的役割を果たした。なお、石原慎太郎は都知事就任当初の2000年において、大規模な市民参加型の「東京シティハーフマラソン」を財政面から廃止させた。また、石原は「東京マラソンは東京オリンピック構想のアピールも兼ねる」と語っている。これはロンドンマラソンの完成度の高さが2012年ロンドンオリンピック招致に有利に働いたとする仮説を踏襲した発言でもある。
東京市民マラソン構想を提唱した、当時の日本財団会長である曽野綾子や、笹川スポーツ財団藤本常務理事の働きかけを受け、石原は2003年、「経済波及効果、スポーツや観光の振興につながる」と述べ、銀座などの目抜き通りを走る構想を発表。当時の副知事が陸連幹部に対して石原知事の意向として東京での大型マラソンの検討を打診して調整し、2007年に第1回大会が開かれた。なお、創設に携わった日本陸連専務理事桜井孝次は、第1回大会では実行委員長、第4・5回大会では事務総長を務めている。

### 一般財団法人化
2010年6月30日に東京都と日本陸連による組織委員会を発展的解消する形で一般財団法人東京マラソン財団（英: Tokyo Marathon Foundation）が設立された。2011年大会以降は同財団が主催し、これまでの主催だった東京都と日本陸連は共催団体となった。
同財団は2022年から東京レガシーハーフマラソンも主催している。

### 選考レース
男子マラソンは2006年の第27回大会で終了した東京国際マラソンの後継大会として位置づけられており、世界陸上選手権をはじめとする国際大会の代表選考レースとなっている。また、本大会と福岡国際マラソン、びわ湖毎日マラソンの3大会で3年おきに持ち回りで男子マラソンの日本選手権を兼ねて行われていた。 
女子マラソンについては2008年まで「東京国際女子マラソン」が「東京マラソン」と並行して行われており、2009年からは「東京国際女子マラソン」の事実上の後継大会として「横浜国際女子マラソン」が開催されたが2014年をもって廃止、2015年から2019年は「さいたま国際マラソン」がその役割となっていたため、「東京マラソン」は事実上のオープン大会となっている。ただし「さいたま国際マラソン」が2021年世界陸上競技選手権大会（2022年に延期）の選考会となる予定だった2020年12月の開催が見送られたことから、それに代わる選考レースに選ばれた。
また、男女マラソン（選考会）は2006年以降の夏季アジア大会開催年と2007年以降の西暦奇数年と2008年以降夏季オリンピック開催年と2016年以降の夏季パラリンピック開催年は、それぞれの年に行われる世界陸上選手権大会・夏季五輪・アジア競技大会の代表選考会男女共通第4戦として位置づけられている（女子のみ一部を除き参考レース扱い。その場合は選考会議に判断がゆだねられる）。

### 交通規制

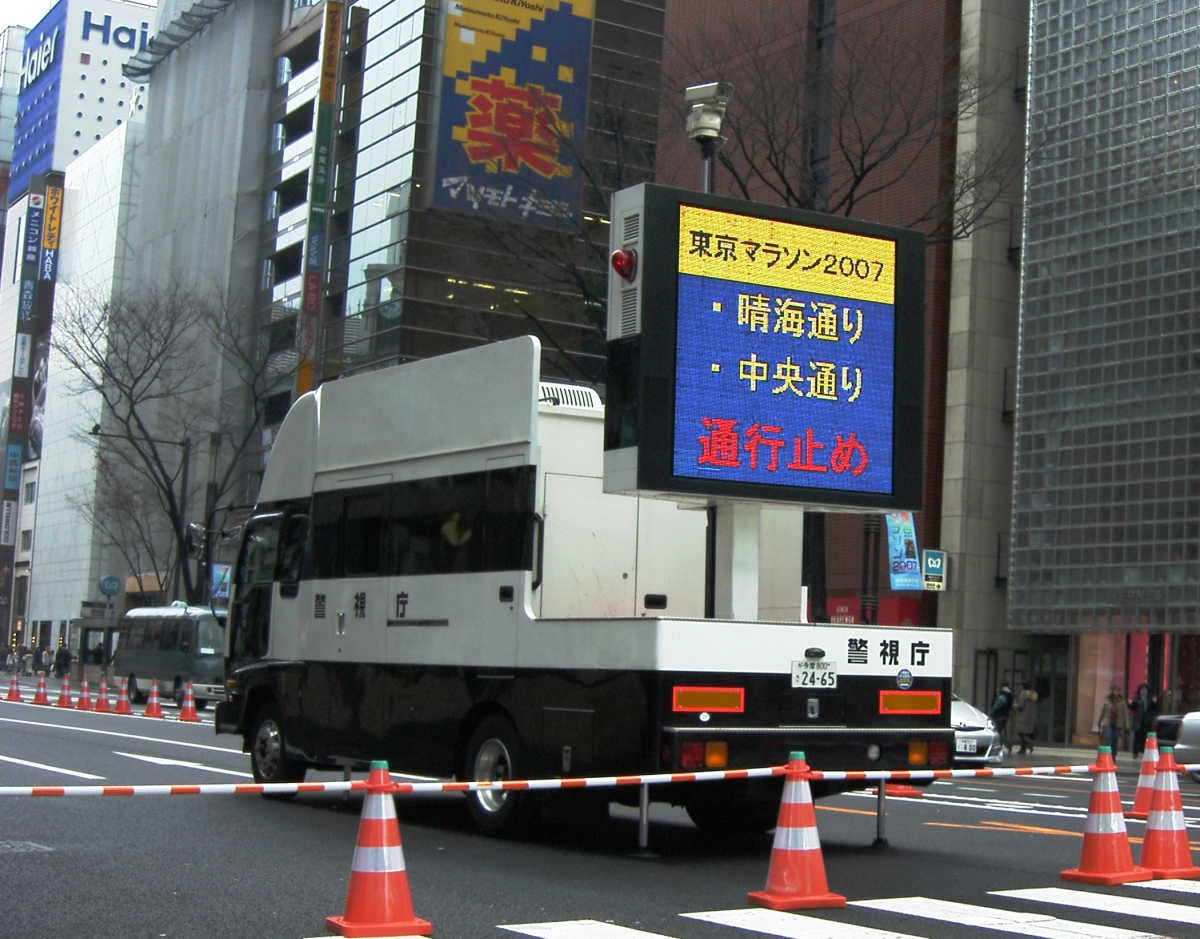
交通規制情報を告知する東京マラソン銀座警備車両

計画当初から事務局は道路規制を7時間としていたが、それまでの一般的市民マラソンの制限時間は5-6時間で、公道を警備する警視庁は5時間を要望した。石原はニューヨークシティマラソン視察時に現地ランナーから「東京マラソンの制限時間は7時間にしてください」と要望され、東京マラソン事務局次長の遠藤雅彦は「7時間を一歩も譲るな」と担当者へ指示。折衝は難航するも石原の後押しなどから事務局の主張が採用されている。
都心部で最大7時間におよぶ大規模な交通規制が敷かれるため、沿線の大学受験、高校入試、タクシー運転手・物流配送業者など、少なからず影響を受ける関係者がいると懸念された。また、規制地域周辺では宅配便業者の一部が、当日中の配達時間帯指定に制限（指定不能または事前の遅延了解）をかけるなどといった生活の不便が発生している。
2022年の第15回大会（東京マラソン2021）では中央通りの須田町交差点 - 上野広小路交差点がマラソンコースに加わったことで秋葉原駅および末広町駅の乗降客が中央通りを横断できなくなるため、交通規制時間帯に秋葉原駅と昌平橋通りの妻恋坂交差点を結ぶシャトルバスが運行された。

### ボランティア

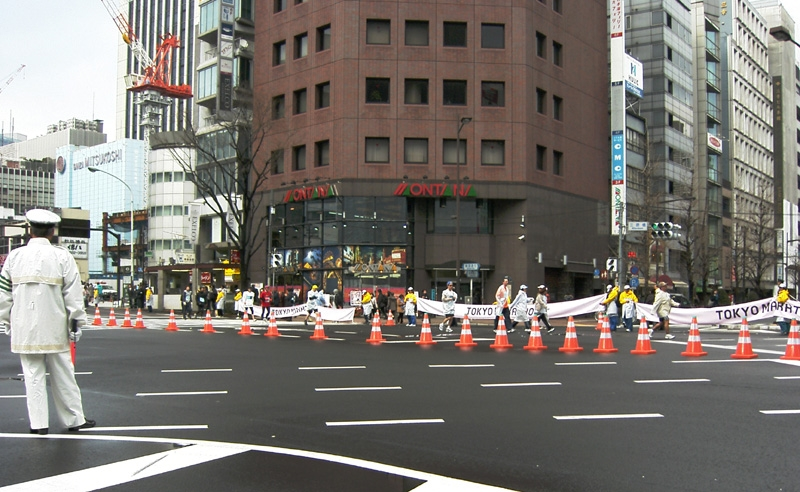
黄色いポンチョを着用してランナーを誘導するボランティア

「東京マラソン」の運営に際して、毎回約1万人の無償ボランティアが参加しており、約3万人の市民ランナーを約1万人の市民ボランティア達が支える大会となった。ボランティアは給水所などの市民ランナーへのサポート業務、沿道の見物客の案内・誘導を中心に携わっている。また、学生ボランティアと救急救命士によるAED隊が配備されている。「東京マラソン2009」にて浅草消防署は、怪我人の救護や火災発生時の即対応を目的に消防団及び東京浅草ロータリークラブなどのボランティア機関と連携して、消防特別警戒を実施した。またボランティアの育成に当たっては、大会設立のきっかけにもなった日本財団や、スポーツ・ボランティアの育成に力を入れている笹川スポーツ財団の支援を受けている。2016年大会までは先着順だったが、2017年大会からは完全抽選制となる。

### 東京大マラソン祭り
「東京マラソン」との連動企画として、イベント「東京大マラソン祭り」が実施されている。
地元応援イベント・拠点イベント・公募・学生等イベントなどに区分され、 コース沿道の各所でランナーの通過に合わせた時間帯に屋台村や応援ウォーク、和太鼓や吹奏楽の演奏やドリーム夜さ来い祭りなど都内20か所以上で応援イベントが挙行される。

## 歴史

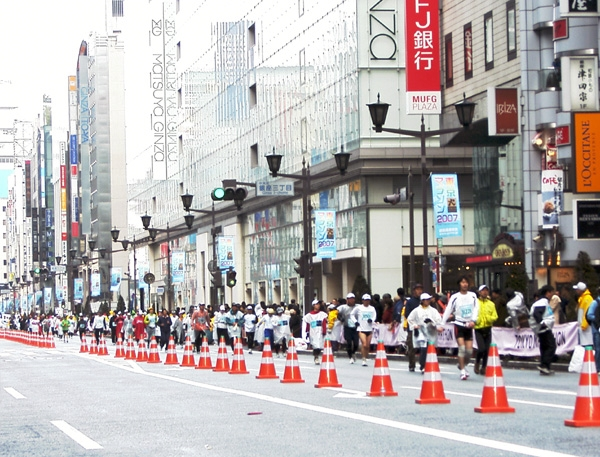
2007年第1回東京マラソン

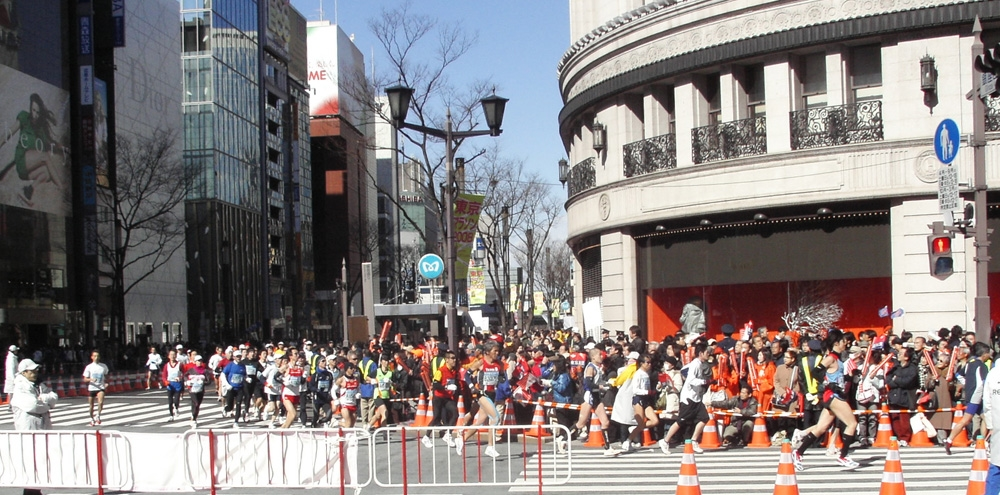
2008年第2回東京マラソン 銀座を走る市民ランナー

第1回・第2回大会は、「東京国際マラソン」の日程に準じた2月の第3日曜日に行われた。2009年の第3回大会は3月22日に繰り下げて開催された。またこの大会では女子についても代表選考レースとして実施する方向で調整を行うという。しかし3月中旬以降の開催ではトップ選手が参加しづらい事情もあることから、第4回大会以降では必要ならばコースも含めた変更も行われる可能性がある。第4回大会から第12回大会は2月の第4日曜日に実施されていた。
- 2007年大会 - 第1回大会の開催日には青梅マラソンが予定されていたが、参加者の減少を危惧した青梅サイドが開催日を2007年2月4日に繰り上げた[17]。なお、2008年の青梅マラソンは2月3日に開催を予定していたが大雪のため中止。2009年は2月の第3日曜日（2月15日）に戻った。

- 2008年大会 - 第2回大会の経済波及効果は、専門家による試算では376億円にのぼった[18]。またコース沿道の飲食店などでは、売り上げが普段の1.5倍から2倍に伸びるともいわれる。

- 2009年大会 - 世界の主要マラソン大会に倣って、日本のマラソン大会としては初の賞金レースとなった[19]。総額賞金は、世界記録更新された場合という条件付きのボーナス賞金も含めて1億1240万円である。

- 2011年大会 - 石原都知事が2009年3月19日の定例会見で「多額の参加費を支払う人の別参加枠を 1,000人ほど設けて、参加費を超える部分をチャリティに使いたい」と目標を述べ、2010年10月15日の定例会見で、チャリティ枠を1,000人募集すると発表。2011年大会からチャリティ参加枠が実現した。2011年にはチャリティ枠707名が参加し、約7,300万円の寄付金が集まり、東日本大震災の復興支援などに充てられた。それ以降もチャリティランナーや一般からの募金を東日本大震災やハリケーン・サンディ被害支援などに充てている[20]。

- 2013年大会 - ボストンマラソン、ロンドンマラソン、ベルリンマラソン、シカゴマラソン、ニューヨークシティマラソンが加盟するワールドマラソンメジャーズに加入し、1年に渡る同ツアーの開幕レースとなった[2][3]。

- 2015年大会 - この大会以降、身体障害者のうち肢体不自由者の者に限り車いすの部は夏季パラリンピックの代表選考レースとして位置づけられている。

- 2018年大会・2019年大会 - 2020年東京五輪のマラソン日本代表候補を決める「マラソングランドチャンピオンシップ」（通称:MGC）シリーズの対象レースに指定される[21]。

- 2019年大会 - 2019年5月1日に皇太子徳仁親王が天皇に即位し、2020年から天皇誕生日が2月23日になることを受け、2019年の第13回大会より開催時期を3月第1日曜日に変更することになった（第13回大会は2019年3月3日に開催）。理由は天皇誕生日には皇居で一般参賀などが行われ、近辺の行幸通り周囲を交通規制して会場設営を行ったり、警備態勢を確保したりすることが困難になるためである[22]。

- 2020年大会 - 新型コロナウイルスの世界的な流行を鑑み、一般参加者の部を中止し、エリートの部と、車いすエリートの部のみの開催となる。なお、出場中止の対象者になった一般参加者は、東京マラソン2021もしくは東京マラソン2022への優先出場権が与えられたが、国内16,200円・海外18,200円の参加料は返金されなかった[23][24]。更に2022から2023への出走権の振り替えの募集もされた[25]。

- 2021年大会 - 新型コロナウイルスの収束が見えないことなどから、当初予定の3月7日から10月17日に延期された。新型コロナウイルス対策として、定員が38000人から25000人に減り、更衣エリアと荷物預かりがなくなり、スマートフォンに体調管理アプリをインストールし、10日前より毎日検温し、入場ゲートでスマートフォンを提示し、荷物預かりがないためスマートフォンとマスクを持ったまま走る形となった。また、唾液によるPCR検査が必須となり、別途6800円の検査費の負担が必要[26]。2021年9月9日に東京都などで発せられている緊急事態宣言が2021年9月30日まで延長された[27] 事により、2021年9月17日に東京マラソン2021は2021年10月17日から2022年3月6日へと延期になり、東京マラソン2022は開催中止となることが決まった。2021年の延期大会参加を希望しない人には全額返金されることになった[28] ほか、中止となった2022年大会への出場を予定していた者で、希望する者は2021年延期大会、または2023年大会（同3月5日開催予定）、2024年大会（同3月3日開催予定）のうちのいづれかを選んで改めて出場意志を示してもらうようにした（ただし、2021年延期大会と2023年の分は定員を超えた場合は抽選で参加者を決定する）[29]。また、2021年延期大会は引き続き予定通りの開催を前提に準備を進め、「ワクチン検査パッケージ」を適用し、出場者はワクチン接種証明書の提示、ないしは主催者の指定するPCR検査を受けることのどちらかを参加条件とすること（ワクチン接種者はPCR検査を免除し、検査費相当分の6800円=手数料は除くを返金する）[30] ことを一度は決定していたが、オミクロン株の蔓延により、蔓延防止等重点処置がとられることから、2022年1月19日に「ワクチン検査パッケージ」が日本政府の閣議決定により一時停止されることから、この大会でも適用しないことになり、出場者にはワクチンの接種の有無に関係なく（すでにワクチン接種証明書を提出した者も含めて）改めて全員PCR検査を受けてもらうことに変更された。また感染状況を総合的に判断し、開催有無、および予定通り行われる場合の市民ランナーの出場の扱いなどについては、2022年2月18日をめどに最終的に判断するとともに、2021年大会への出場をしないランナーへの返金規定についてもそれまで延長する処置をとった[31]。

## コース

### 2021年から
太字は変更されたコース。
東京都庁舎前→（都庁通り）→都庁南交差点→（南通り）→議事堂南交差点→（議事堂通り）→議事堂北交差点→【この間2017年以降のコースと同じ】→飯田橋交差点→（外堀通り）→水道橋交差点→（白山通り）→神保町交差点→【この間2017年以降のコースと同じ】→須田町交差点→（中央通り）→上野広小路交差点（折り返し）→須田町交差点→【この間2017年以降のコースと同じ。10kmコースは上野広小路へ行かず須田町から日本橋へ直行】→芝五丁目交差点→（第一京浜）→札の辻交差点付近（折り返し）→【以下2017年以降のコースと同じ】

### 2017年から2020年まで
東京都庁舎前→（都庁通り）→都庁北交差点→（北通り・都道新宿副都心8号）→新都心歩道橋下交差点→（青梅街道・靖国通り・外堀通り）→飯田橋交差点→（目白通り）→飯田橋一丁目交差点→（専大通り）→西神田交差点→（専大通り）→専大前交差点→（靖国通り）→須田町交差点→（中央通り）→日本橋交差点→（永代通り）→茅場町一丁目交差点→（新大橋通り）→浜町中ノ橋交差点→（清洲橋通り）→東日本橋交差点→（清杉通り）→浅草橋南交差点→（江戸通り）→蔵前一丁目交差点→駒形橋西詰→浅草寺雷門前→吾妻橋西詰→駒形橋西詰→蔵前一丁目交差点→（蔵前橋通り）→石原一丁目交差点→（清澄通り）→門前仲町交差点→（永代通り）→富岡八幡宮前（折り返し）→（同じルートを戻る）→蔵前一丁目交差点→（江戸通り・清杉通り・清洲橋通り・新大橋通り・永代通り）→日本橋交差点→（中央通り）→銀座四丁目交差点→（晴海通り）→日比谷交差点→（日比谷通り）→芝五丁目交差点→（第一京浜）→品川駅手前（折り返し）→芝五丁目交差点→（日比谷通り）→ 日比谷交差点→（晴海通り）→有楽町電気ビルヂング→（丸の内仲通り）→和田倉門→東京駅前・行幸通りフィニッシュ (42.195km)

### 2016年まで
東京都庁舎前→【この間2017年以降のコースと同じ】→専大前交差点→（専大通り・雉子橋通り・内堀通り）→飯田橋交差点→（内堀通り）→日比谷交差点→（日比谷通り）→芝五丁目交差点→（第一京浜）→品川駅手前（折り返し）→（第一京浜）→芝五丁目交差点→（日比谷通り）→ 日比谷交差点→（晴海通り）→銀座四丁目交差点→（中央通り）→日本橋交差点→【この間2017年以降のコースと同じ】→駒形橋西詰→浅草寺雷門前→吾妻橋西詰→駒形橋西詰→（同じルートを戻る）→銀座四丁目交差点→（晴海通り）→築地→（佃大橋・朝潮大橋・春海橋）→豊洲→東雲一丁目→（都橋通り）→東京ビッグサイト（江東区有明）フィニッシュ (42.195 km)

### 備考
- 10kmは都庁前スタート、日本橋フィニッシュ（2016年までは日比谷フィニッシュ）。2021年コースではフルマラソンは須田町を左折して上野へ往復してから日本橋へ向かうが、10kmは須田町を右折して日本橋へショートカットする。
- 2016年までのコースは東京国際マラソンの時のような激しい登り坂はないものの、スタートから7kmで約40m下る序盤の坂や、35km以降の橋の前後でのアップダウンなど、市街地を走るマラソンとしては変化に富んだコースである。2017年以降のコースは終盤の橋が経路から外れたため、さらなる高速コースとなることが予想される。
- 当初、臨海副都心がマラソンのフィニッシュに選ばれた要因の一つは、3万人を超えるランナーとその家族関係者などが利用するフィニッシュ施設の容量である。試算では東京ドームも国立競技場も難しいことがわかっていた。海外のメジャー大会のように都心の公園をフィニッシュにする案もあったが、第一回大会では真冬の荒天となり、結果的に屋根があり広大な収容設備のある東京ビッグサイトをフィニッシュに設定したことが功を奏した[11]。
- 2017年の東京マラソンよりコースが大幅に変更になった（公式サイト（PDFファイル）より）。コース及びフィニッシュ地点が変更された理由として、東京マラソン財団事業担当局長でレースディレクターも務める早野忠昭は創設から10年経過したことで運営側のノウハウの蓄積や認知度の高まりによる理解度の浸透を踏まえた上で「（ロンドンマラソンゴールのバッキンガム宮殿が見える場所、ニューヨークシティマラソンゴールのセントラルパークのような）東京の顔に相応しい場所に変更した」と述べている[32]。しかし、実際は当初のゴール地点であった東京ビッグサイトの増床により、ゴールが消滅。コース変更を余儀なくされた。

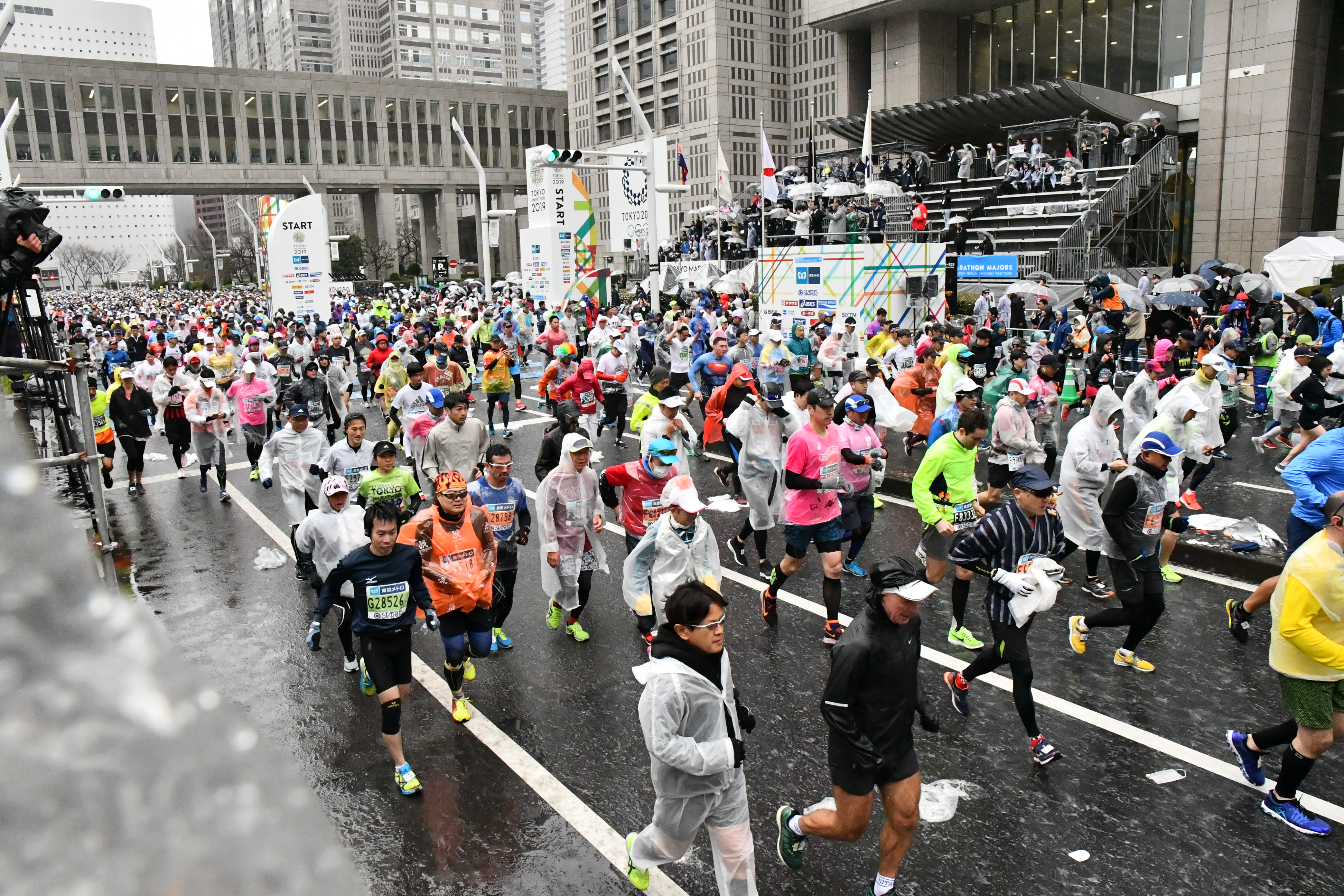
東京都庁第一本庁舎（スタート）
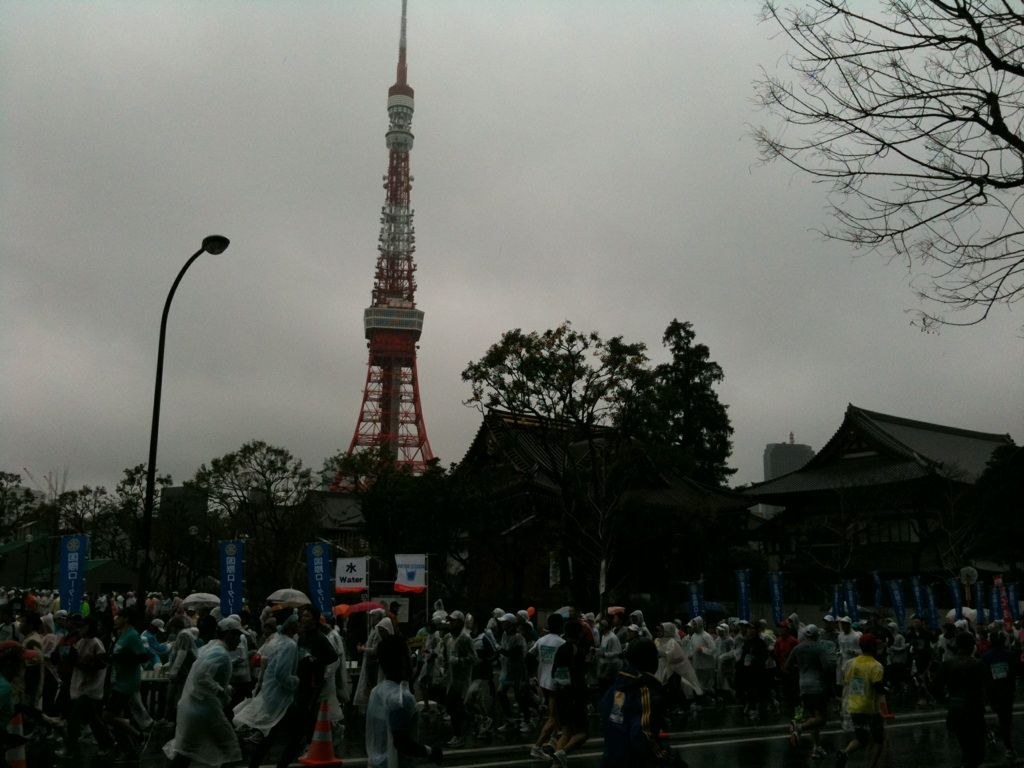
芝公園、東京タワーと増上寺前（2010年）
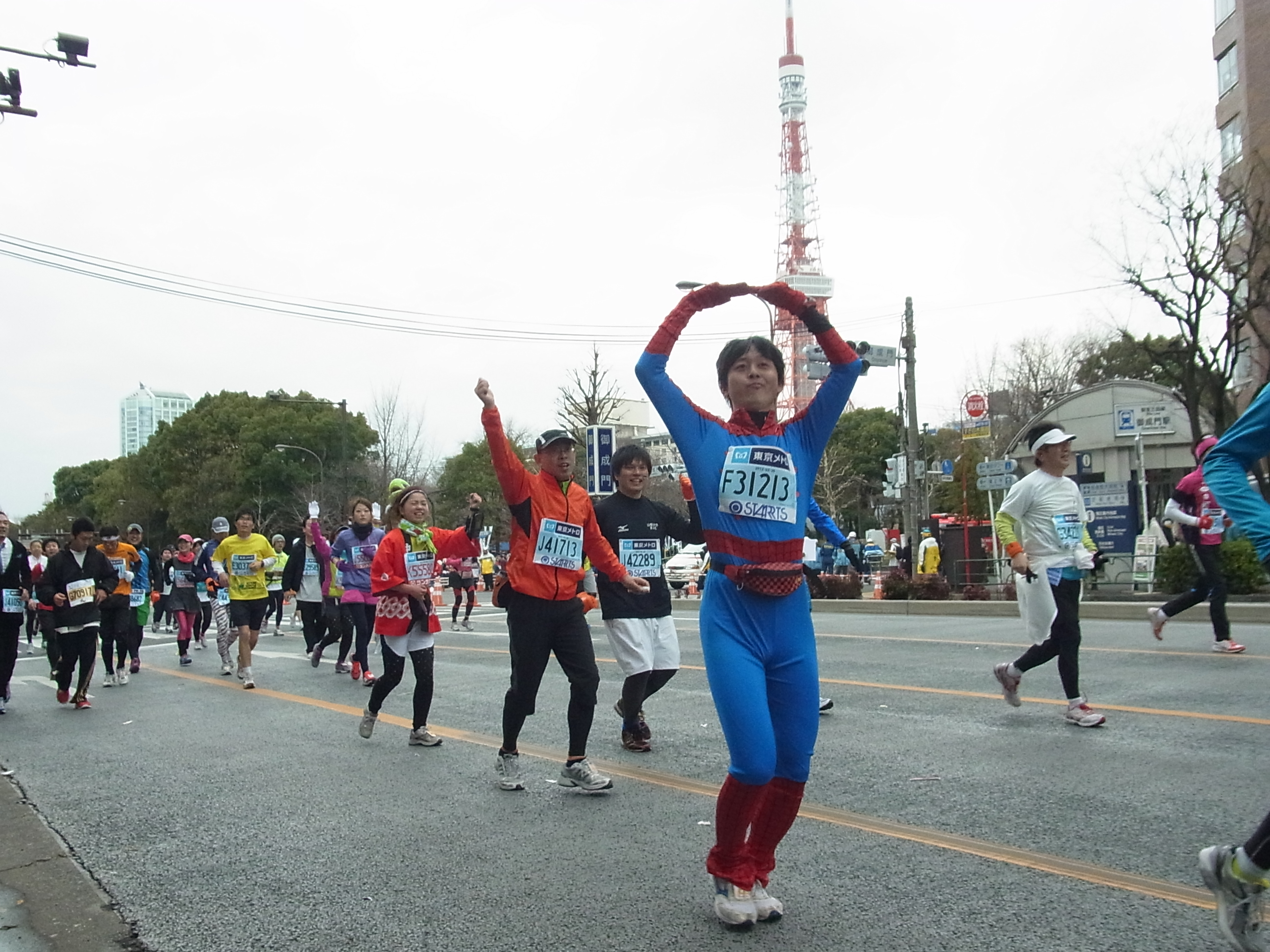
御成門
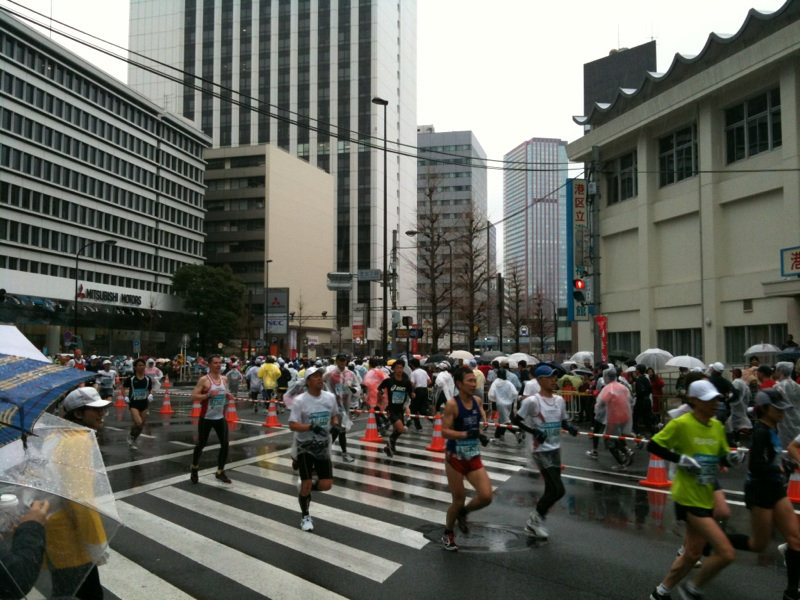
三田駅前（2010年）
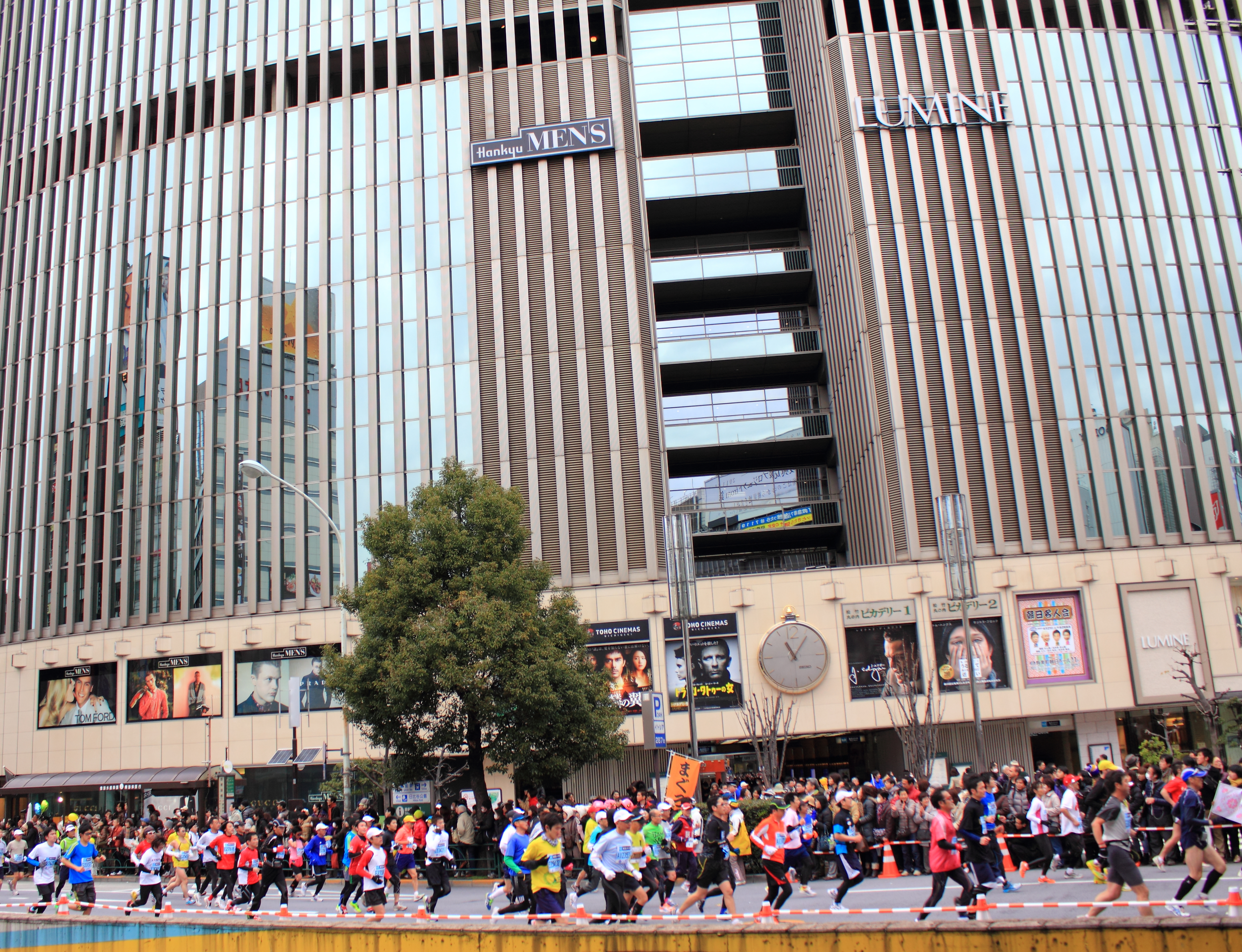
有楽町マリオン前（2012年）
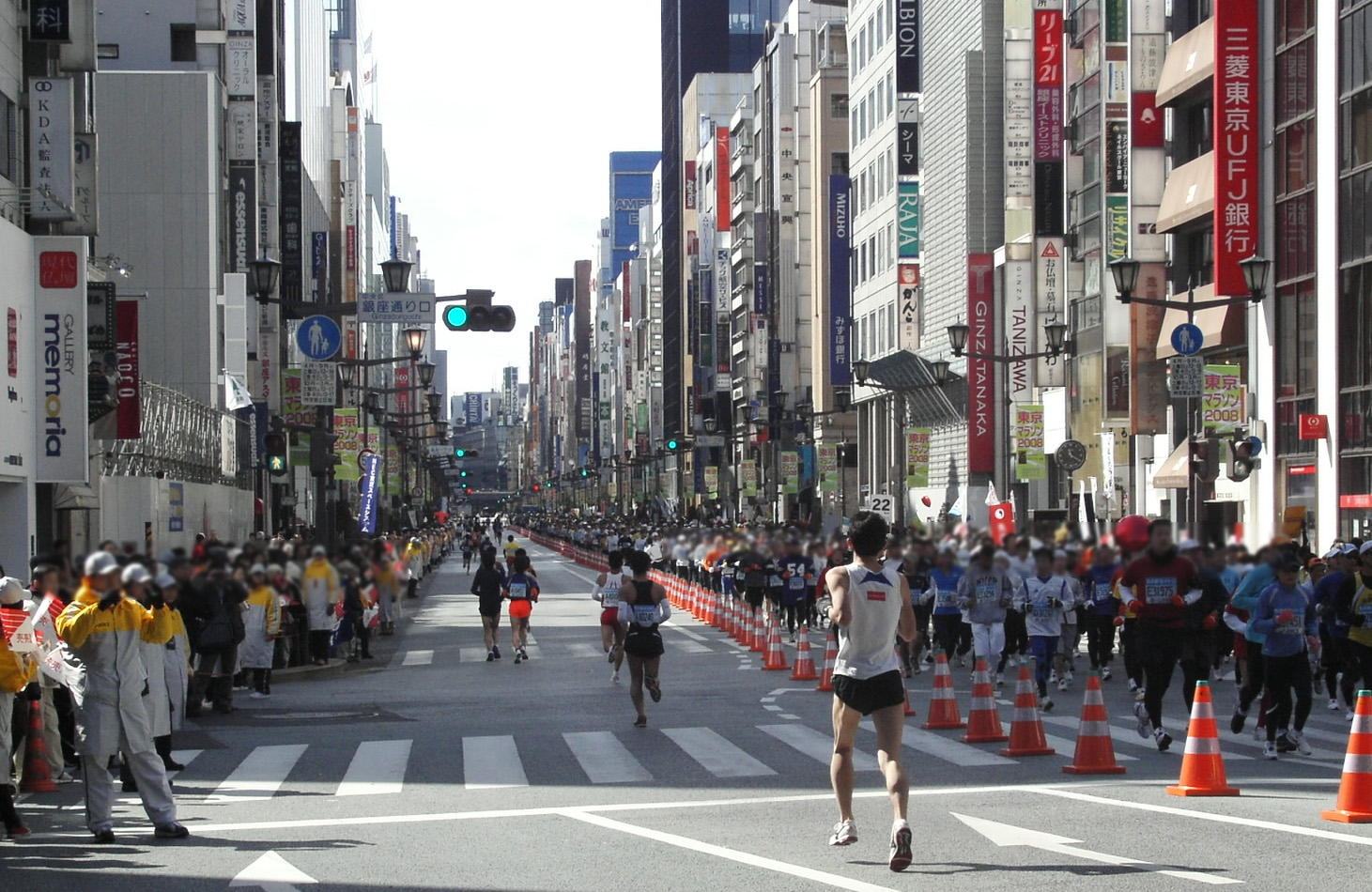
銀座・京橋（2008年）
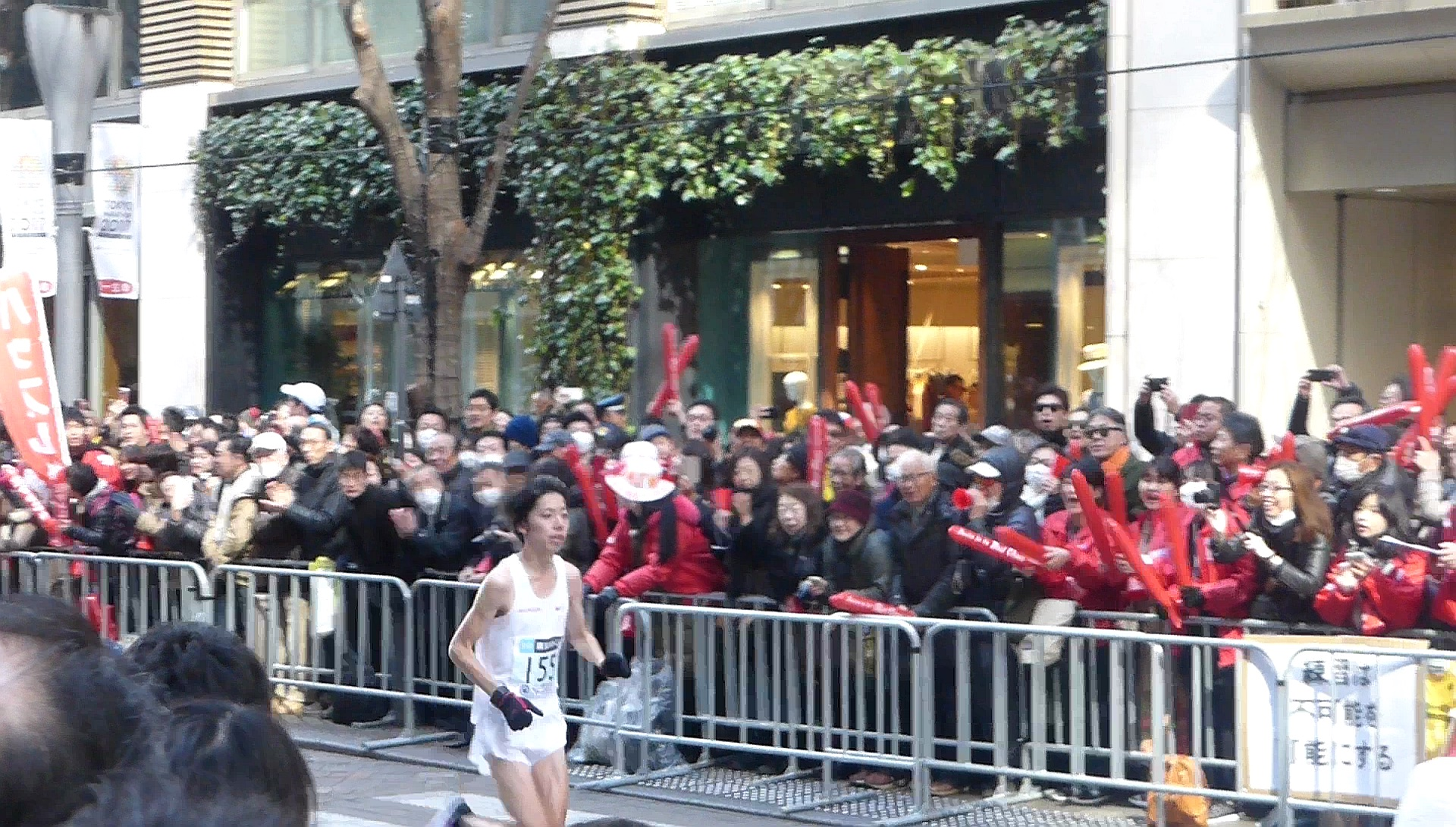
新コースを走る設楽悠太（2017年）
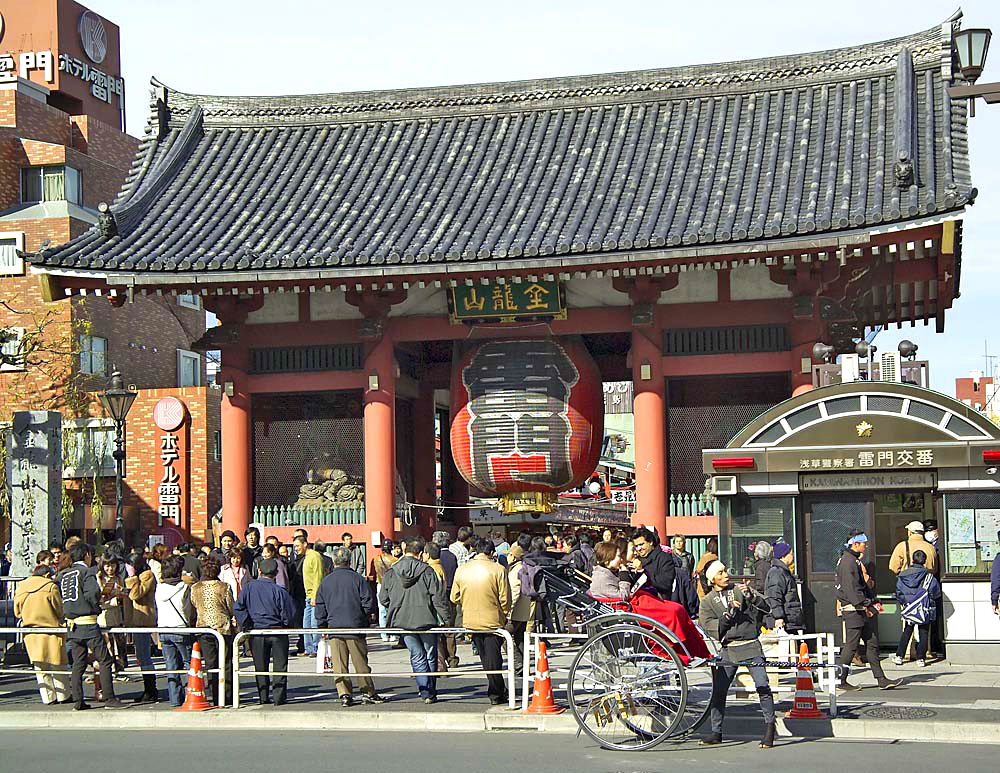
雷門
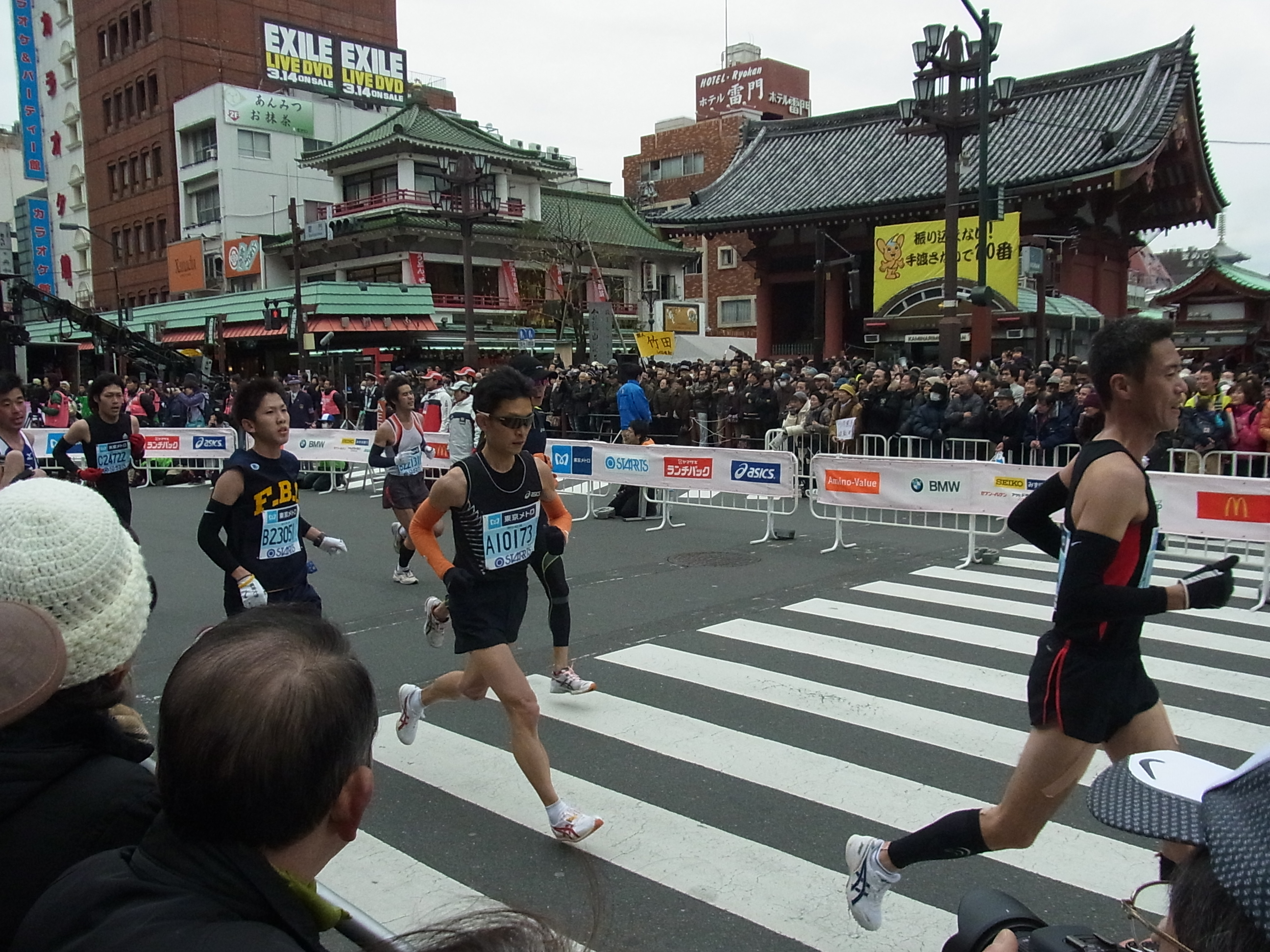
雷門前
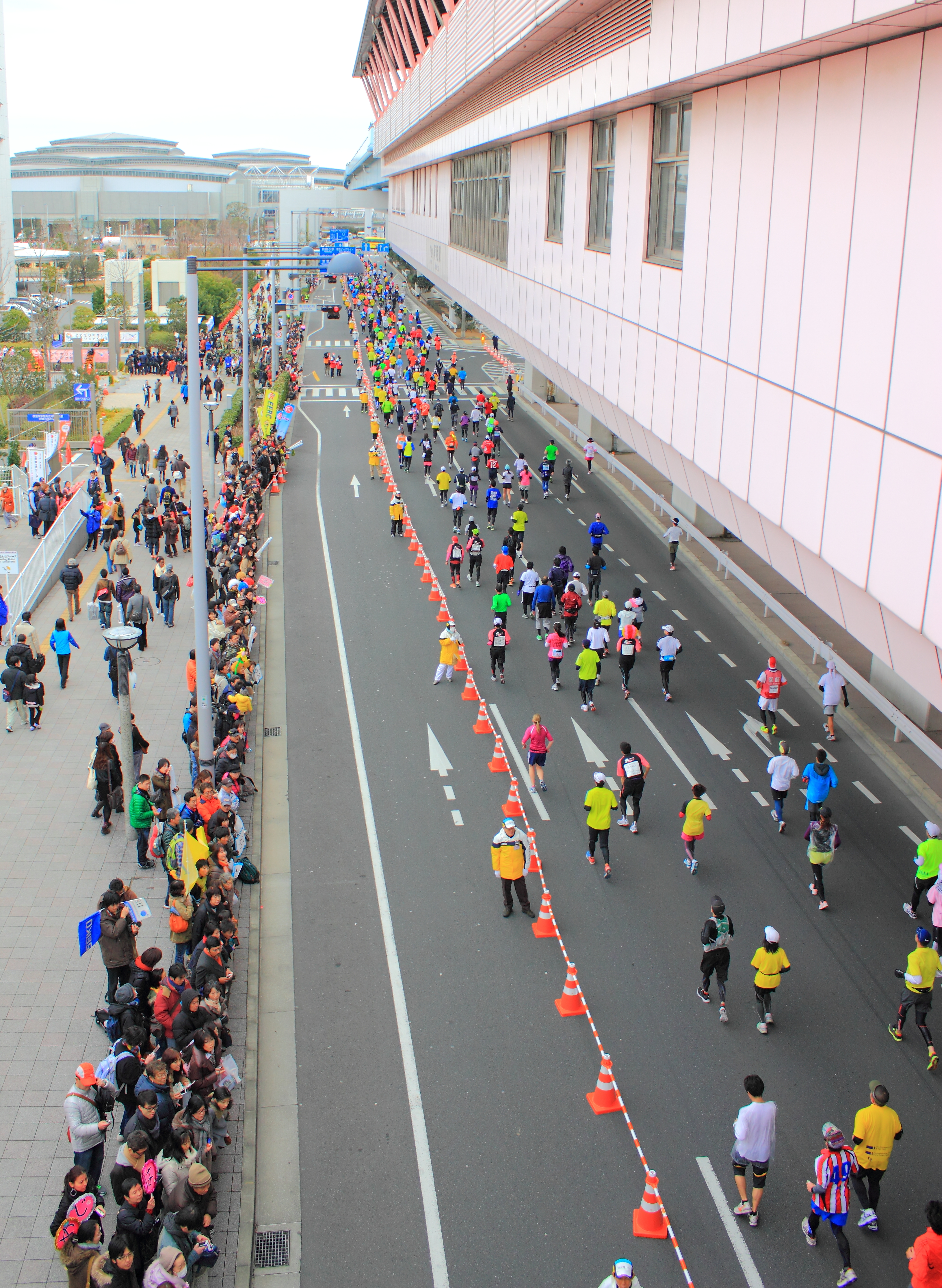
有明駅前（2012年）
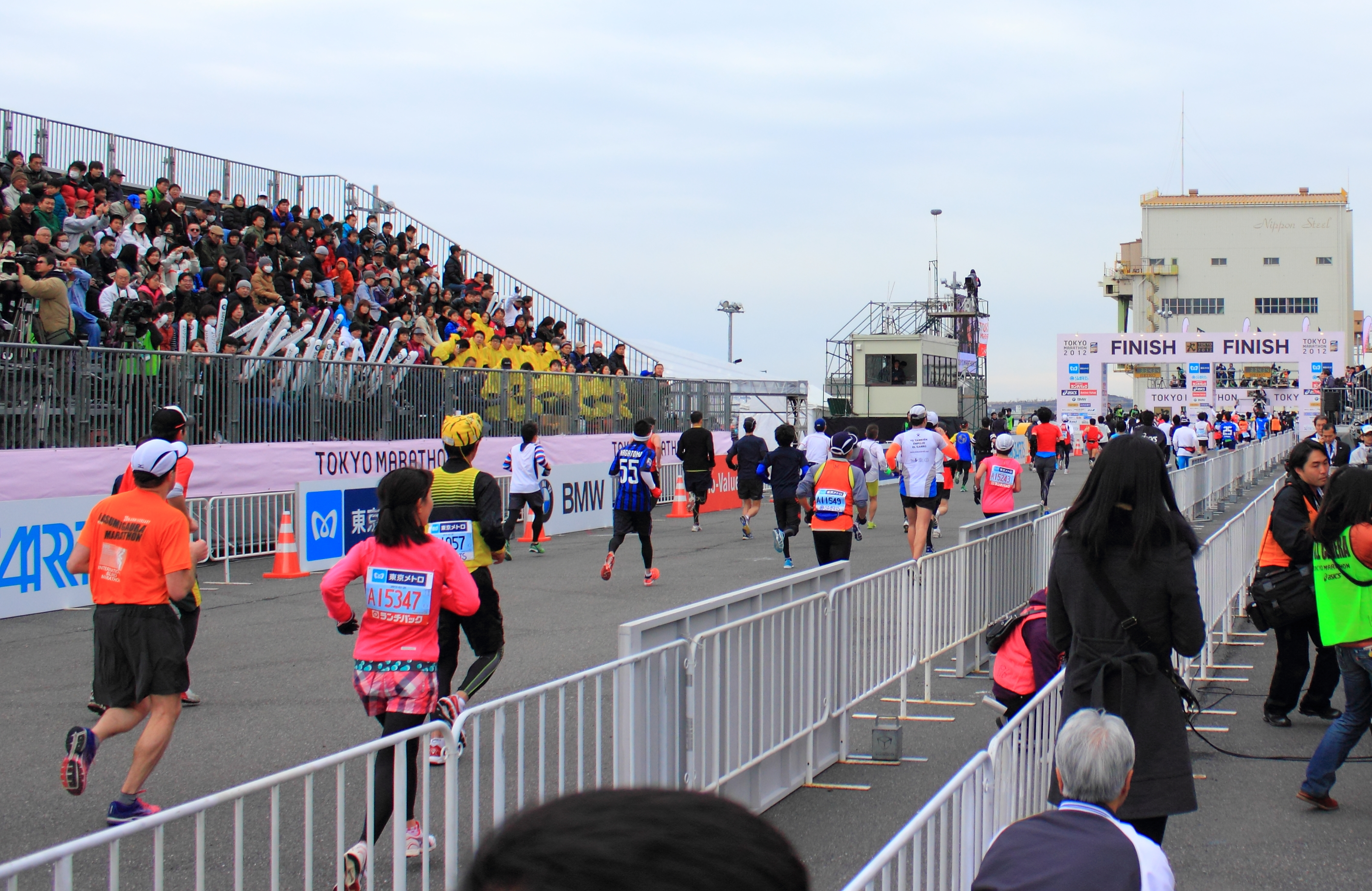
2016年大会までのフィニッシュ（東京ビッグサイト）
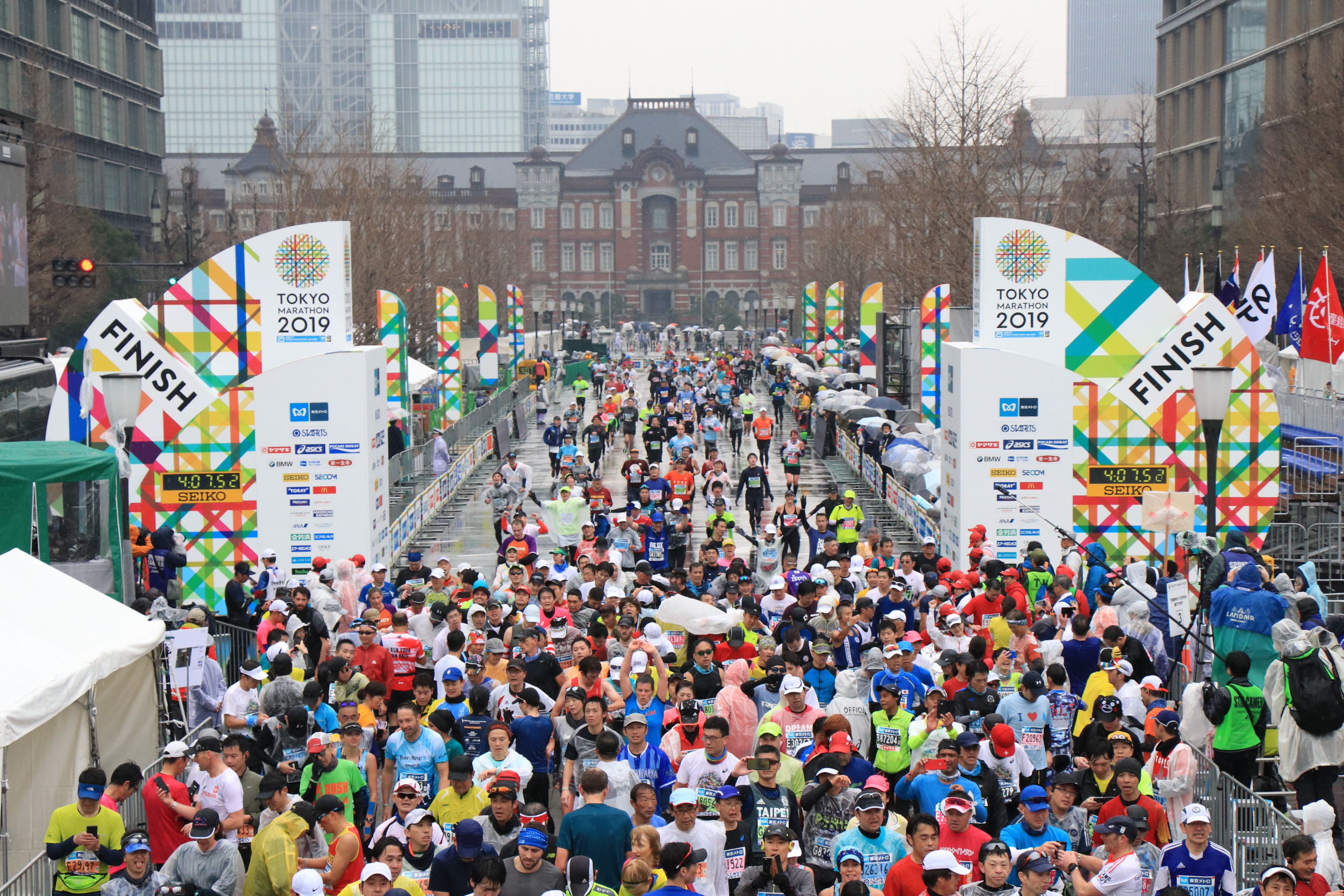
東京駅前・行幸通り

## 参加資格

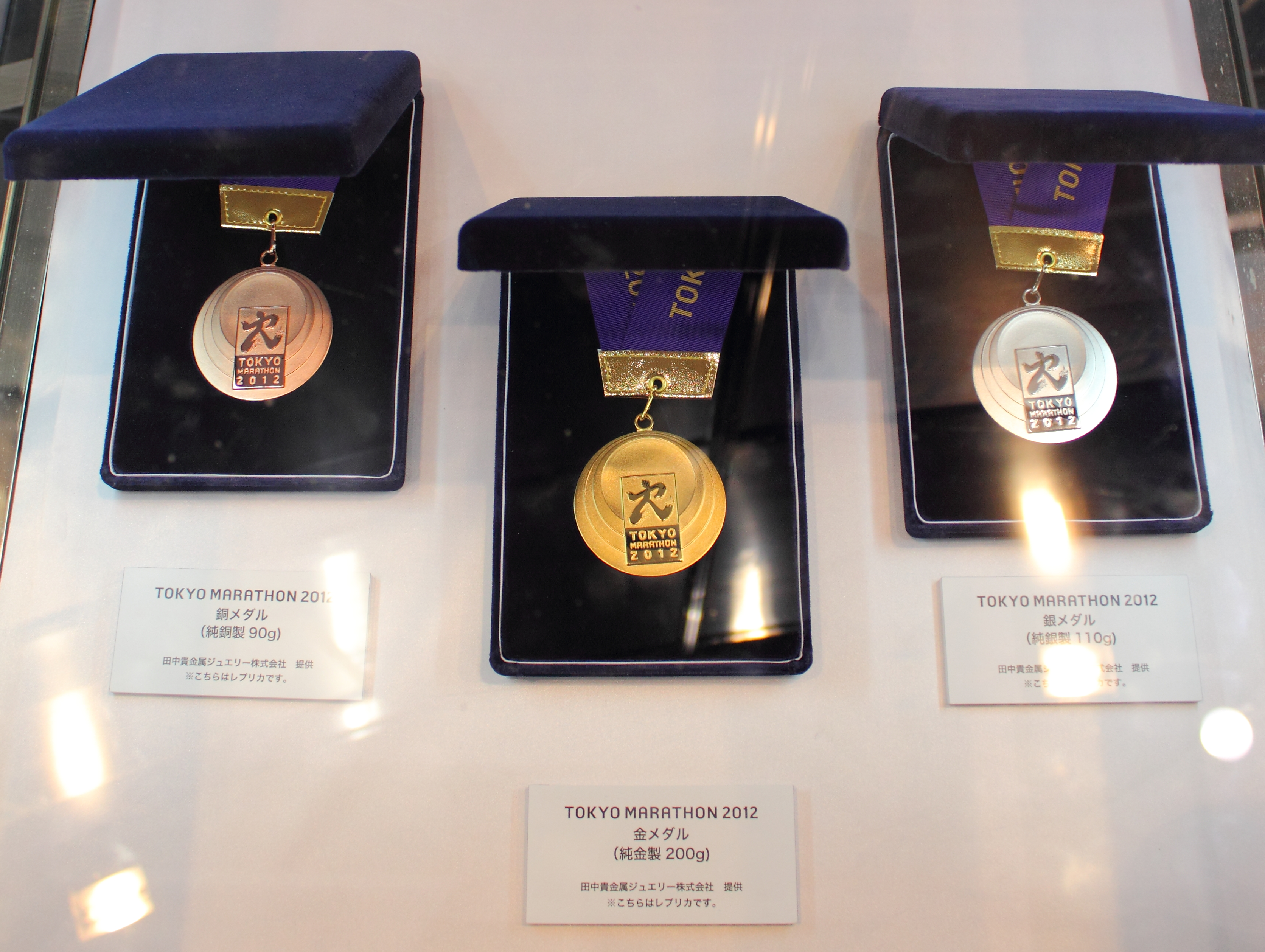
2012年大会の金メダル

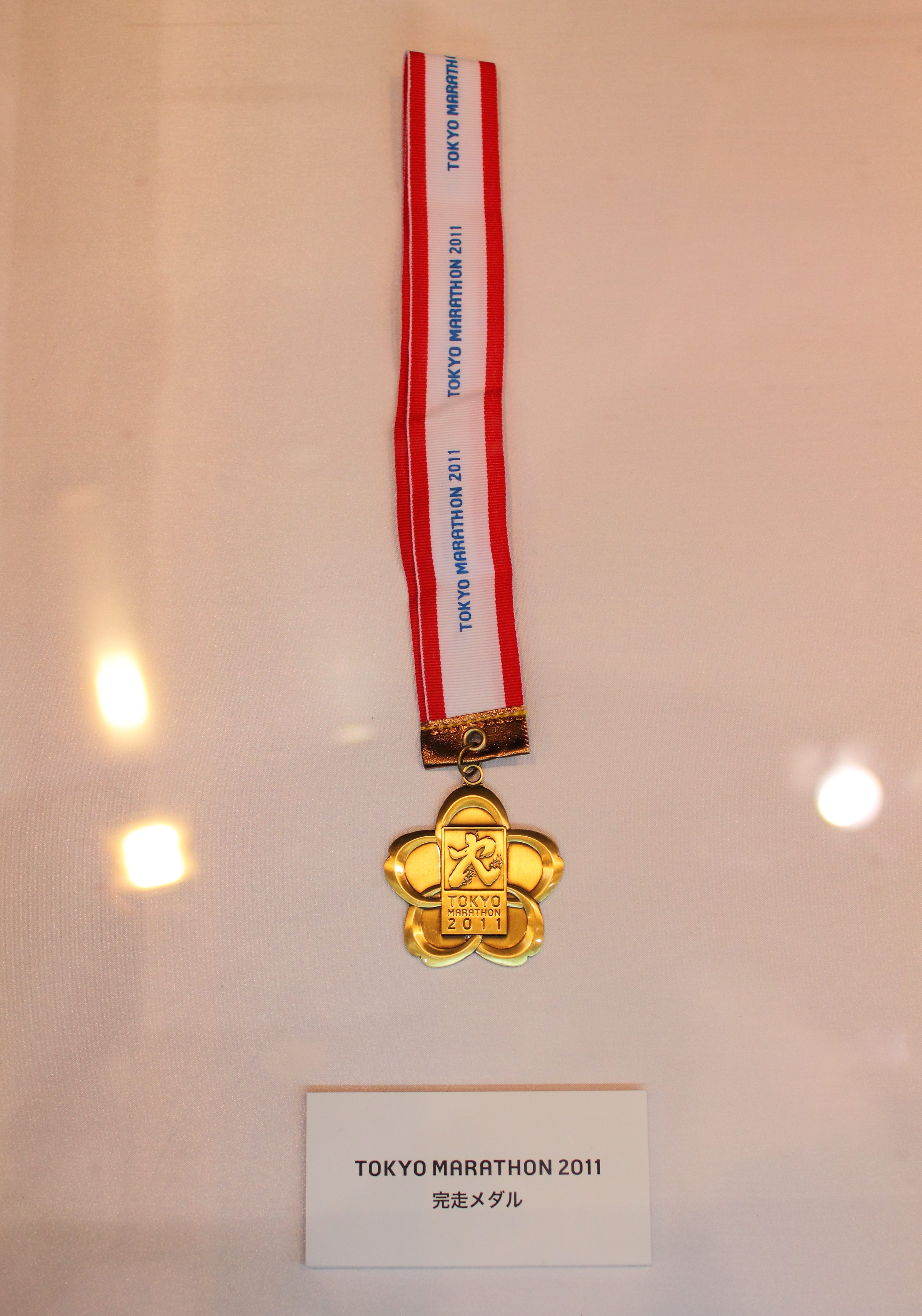
完走した市民ランナーに与えられる完走メダル

参加エントリーは男女ノンバイナリーマラソン、車いすマラソン、Duo Team(歩行不可能な人(ライダー)が乗った車いすを押すランナー(プッシャー)2人1組のチーム)、ジュニア&ユース及び障害者の10.7kmコースがある。コースは「東京国際マラソン」のものから大幅に変更され、通常は走ることのできない都心の車道を走行できる。
以下の参加資格内容は東京マラソン2025のもの。

### フルマラソン
下記、男女ノンバイナリー合計37,500人。
- エリート
  - 大会当日満19歳以上の日本陸上競技連盟登記・登録競技者で、申込期日までに日本陸上競技連盟の公認競技会で次の記録を出した男女競技者。最大で男女合わせて150人。
    - 男子 - 過去4年間でマラソン2時間21分、ハーフマラソン1時間01分00秒、10000m　28分00秒以内
    - 女子 - 過去4年間でマラソン2時間52分、ハーフマラソン1時間11分00秒、10000m　32分00秒以内
    - 日本陸上競技連盟が推薦・招待する国内外の男女競技者

  - 選手受付は一般参加とは異なり、前日午後に東京都庁で行われる[33]。大会当日の受付は行われない点は同じ。
- 車いす（エリート）
  - 日本陸上競技連盟が推薦・招待する国内外の男女競技者。今年度は男女合わせて16人
  - 過去4年間のIPC公認大会で、男子1時間50分以内、女子2時間以内の記録を有する者。
- 準エリート 
  - 大会当日満19歳以上の日本陸上競技連盟登記・登録競技者及び海外ランナーで申込期日までに次の記録を出した男女競技者。最大で男女合わせて280人[34]。
    - 男子 - 過去2年間でマラソン2時間28分(国内2時間32分)、ハーフマラソン1時間05分00秒(国内のみ)から海外25人、国内100人
    - 女子 - 過去2年間でマラソン2時間52分(国内3時間15分)、ハーフマラソン1時間20分00秒(国内のみ)から海外25人、国内100人

特定枠
- 「RUN as ONE」提携大会枠-　1大会あたりでは3人、最大300人。
- チャリティランナー-　特定の事業について寄付先に寄付を行った者。最大5000人。
- 一般ランナー
  - 大会当日満19歳以上で、6時間30分以内に完走できる者。それ以外の人数
- 車いす - 2時間10分以内に完走できる者。今年度は男女合わせて14人

### 10.7km
下記、大会当日満16歳以上満18歳以下で、男女ノンバイナリー合計500人。
- ジュニア＆ユース - 1時間45分以内に完走できる者
- 視覚障害者 - 1時間45分以内に完走できる者
- 知的障害者 - 1時間45分以内に完走できる者
- 移植者 - 臓器移植者もしくは骨髄移植者で、1時間45分以内に完走できる者
- 車いす - 40分以内に完走できる者

## チャリティランナー
チャリティランナー制度はワールドマラソンメジャーズの各大会に倣って2011年大会（第5回）から導入された制度である。通常の一般参加枠と異なり先着順となっている。指定の期間内に東京マラソン財団の定める寄付先団体に個人として10万円以上の寄付を行った希望者が対象。
チャリティランナーの寄付者数・寄付金額は以下の通り。下記の寄付者数はアクティブチャリティを含む。下記の寄付金額はチャリティランナー以外の寄付金も含む。
| 回数   | 寄付者数   | 定員到達日 | 総額          |
| ------ | ---------- | ---------- | ------------- |
| 第5回  | 707人      |            | 73,253,580円  |
| 第6回  | 1,743人    |            | 181,973,159円 |
| 第7回  | 2,250人    |            | 225,546,156円 |
| 第8回  | 2,593人    |            | 265,799,815円 |
| 第9回  | 2,930人    |            | 303,917,339円 |
| 第10回 | 3,000人    | 11月2日    | 314,711,592円 |
| 第11回 | 3,000人    | 9月17日    | 313,015,238円 |
| 第12回 | 4,000人    | 7月8日     | 415,172,886円 |
| 第13回 | 5,000人    |            | 585,584,652円 |
| 第14回 | 5,000人    |            | 724,137,443円 |
| 第15回 | 出走権無し |            | 4,310,900円   |

## 抽選・受付

### 抽選
一般参加の部は前年6月〜8月に行われる事前エントリー後の抽選により出場者が決定される。毎回、定員以上の応募があり、倍率の高い抽選となっている。第14回より都民エントリーが始まった。第15回（2021年）は新型コロナウイルスにより3月から10月に変更になり、その後、更に2022年3月に延期になったうえ、海外居住者を断るなど、混乱が生じた。抽選倍率は以下の通り。
| 回数   | 一般   | プレミアム               | 都民   | 10 km  |
| ------ | ------ | ------------------------ | ------ | ------ |
| 第1回  | 3.1倍  |                          |        | 3.5倍  |
| 第2回  | 5.2倍  |                          |        | 5.2倍  |
| 第3回  | 7.5倍  |                          |        | 7.1倍  |
| 第4回  | 8.5倍  |                          |        | 13.1倍 |
| 第5回  | 9.2倍  |                          |        | 13.6倍 |
| 第6回  | 9.6倍  | 1人 - 5.4倍 ペア - 1.9倍 |        | 2.9倍  |
| 第7回  | 10.3倍 | 8.2倍                    |        | 2.6倍  |
| 第8回  | 10.3倍 | 9.1倍                    |        | 2.4倍  |
| 第9回  | 10.7倍 | 9.4倍                    |        | 2.3倍  |
| 第10回 | 11.3倍 | 9.1倍                    |        | 2.5倍  |
| 第11回 | 12.2倍 | 9.6倍                    |        | 3.1倍  |
| 第12回 | 12.1倍 | 9.1倍                    |        | 2.5倍  |
| 第13回 | 12.1倍 | 8.8倍                    |        | 2.35倍 |
| 第14回 | 11.1倍 | 8.2倍                    | 32.7倍 | 1.7倍  |
| 第15回 |        | 全員当選                 |        |        |

### 受付

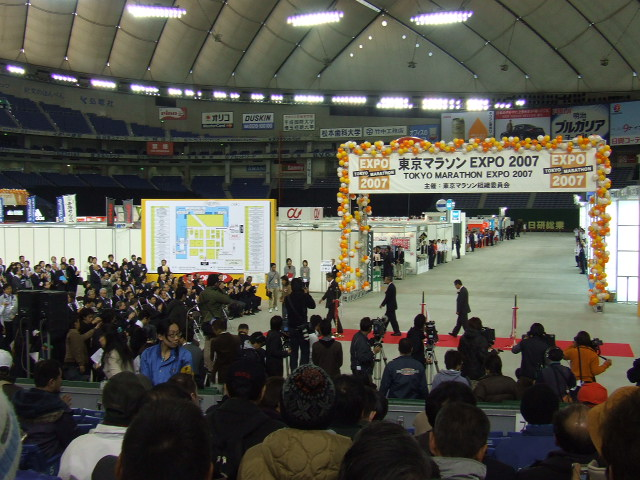
東京ドームで開催された東京マラソンEXPO2007の様子

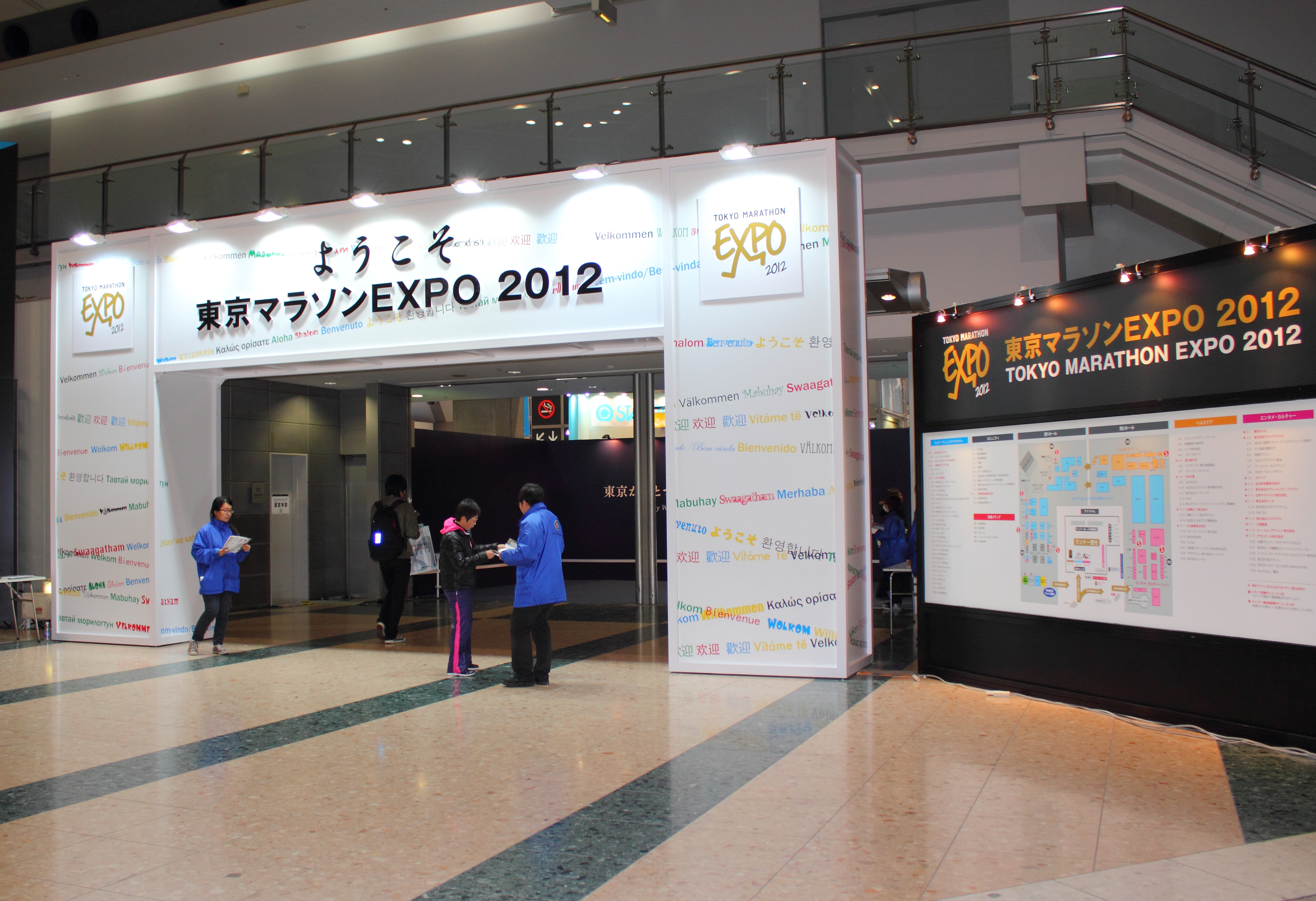
東京ビッグサイトで開催された東京マラソンEXPO2012の様子

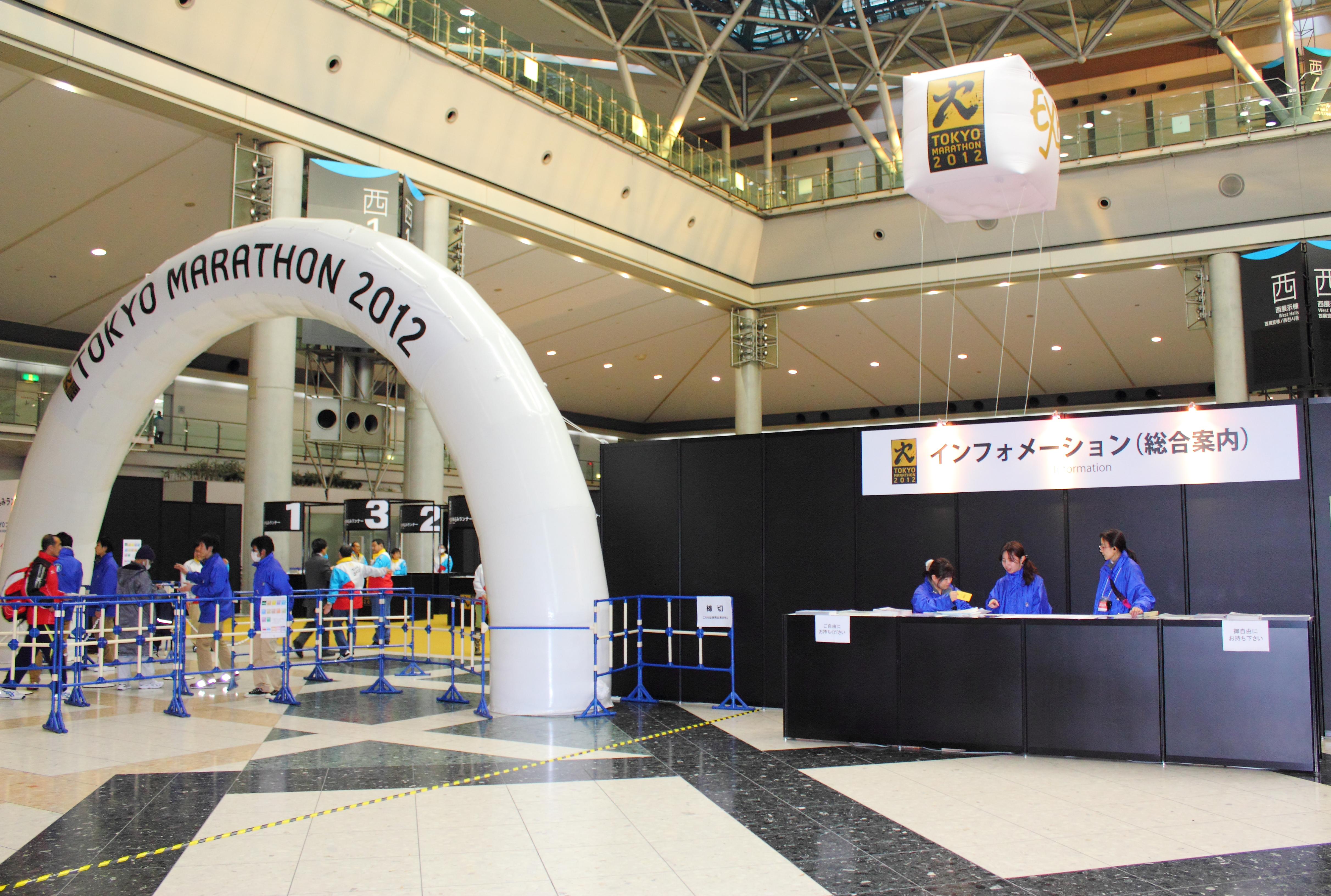
ナンバーカード受け取り場（2012年）

抽選の結果当選し、申し込みを完了した参加予定者は、前日まで開催されるプレイベント「東京マラソンEXPO」会場内にて受付を済ませてナンバーカード（ゼッケン）を受け取る形。大会当日の受付は行われない。これは、3万人規模の市民ランナーが参加するという日本では屈指の規模のため、当日の混乱を避ける措置である。
| 回数   | 開催日時                                                | 会場                                    |                        |
| ------ | ------------------------------------------------------- | --------------------------------------- | ---------------------- |
| 第1回  | 2007年2月16日-17日 10時〜20時                           | 東京ドーム                              |                        |
| 第2回  | 2008年2月14日-16日 10時〜20時                           | 東京ビッグサイト                        |                        |
| 第3回  | 2009年3月19日-21日 10時〜20時                           | 東京ビッグサイト                        |                        |
| 第4回  | 2010年2月25日-27日 10時〜20時                           | 東京ビッグサイト                        |                        |
| 第5回  | 2011年2月24日-26日 11時〜21時                           | 東京ビッグサイト                        |                        |
| 第6回  | 2012年2月23日-25日 11時〜21時                           | 東京ビッグサイト                        |                        |
| 第7回  | 2013年2月21日-23日 11時〜21時                           | 東京ビッグサイト                        |                        |
| 第8回  | 2014年2月20日-22日 11時〜21時                           | 東京ビッグサイト                        |                        |
| 第9回  | 2015年2月19日-21日 11時〜20時30分（最終日は19時30分）   | 東京ビッグサイト                        |                        |
| 第10回 | 2016年2月25日-27日 11時〜20時30分（最終日は19時30分）   | 東京ビッグサイト                        |                        |
| 第11回 | 2017年2月23日-25日 11時〜20時30分（最終日は19時30分）   | 東京ビッグサイト                        |                        |
| 第12回 | 2018年2月22日-24日 11時〜20時30分（最終日は19時30分）   | 東京ビッグサイト                        |                        |
| 第13回 | 2019年2月28日-3月2日 11時〜20時30分（最終日は19時30分） | お台場特設会場（お台場青海地区NOP区画） |                        |
| 第14回 | 一般の部中止のため中止                                  | 一般の部中止のため中止                  | 一般の部中止のため中止 |
| 第15回 | 2022年3月2日-3月5日 11時〜21時（最終日は20時）          | 東京ビッグサイト                        |                        |

## 当日

### スタート
（以下全て日本時間表記）
- 9:05 - 車いす（Duo Teamはこの時間にスタートする）
- 9:10 - マラソン（42.195kmおよび10.7km）

号砲前には六本木男声合唱団倶楽部による国歌『君が代』が斉唱される。スタート時には大量の銀の紙吹雪がスタートの都庁前広場の上空を舞う。ランナー見送り時にも、同倶楽部による『いざ起てアスリートよ』等の合唱が華を添える。

### スタート整列
スタートがスムーズにできるよう、ナンバーカードの順番は原則として自己申告の記録順である。海外の多くの大会とは違い、タイムは自己申告になっているので、速いタイムを申請すれば、その分速いブロックでのスタートになる。
ナンバーカードにより「A〜K」のスタートブロックが設けてあり、各自の指定ブロックは、ナンバーカードに印字してある。10.7kmはすべてEブロックになっている。AブロックはRUN as ONE - Tokyo Marathonの準エリートに割り当てられている。

### 制限時間
- マラソン - 7時間
- 10.7km - 2時間

※制限時間は号砲を基準とする。

## テレビ・ラジオ中継
テレビ中継は東京国際マラソンに引き続き、フジテレビ（FNS）と日本テレビ（NNS）が隔年で担当する。双方の局に関係する衛星放送（BS・CS）でも放送されているほか、ラジオ中継も両局に関連したラジオ局であるニッポン放送とアール・エフ・ラジオ日本が隔年（すなわち、フジテレビがテレビ中継を担当する年はニッポン放送、日本テレビがテレビ中継を担当する年はアール・エフ・ラジオ日本がラジオ中継を担当する）で中継を行っている。
2016年以前はフジテレビが奇数年（回）・日本テレビが偶数年（回）と固定されていたが、2016年6月29日の東京マラソン財団臨時理事会でローテーションの見直しが決定し、2017年から2020年と2025年以降は日本テレビが奇数年（回）・フジテレビが偶数年（回）を担当し、2021年から2024年はフジテレビが奇数年（回）・日本テレビが偶数年（回）に戻ることになった。
なお、2021年大会については大会延期の関係上、本来ならば奇数年(回)で担当しているフジテレビではなく、偶数年(回)で担当している日本テレビが放送することになった。
地上波の全国ネットは第1部（選考会の部）のみである。第2回（2008年）以降は第2部を地上波ではキー局でのみ・CS放送にて、一般ランナーの部の最終フィニッシュまでのテレビ中継を行ってきたが、第11回（2017年）は日本テレビでの第2部のテレビ中継時間が大幅に短縮されるため、CS放送限定で一般ランナーの部の最終フィニッシュまでのテレビ中継を行った。なお、2021年大会以降、日テレジータス（2025年は日テレNEWS24）では、「車いすの部」の完全中継を行う。
フジテレビや日本テレビに関わるクロスネット局では、それぞれの局が担当する回に、キー局で通常通り放送される通常番組を他日振替（番組の性質上後日放送不能な、生の情報番組の場合は臨時にネット返上）して放送を行う。
フジテレビでの放送に使われるテーマソングは、長らく『カルメン・第1幕への前奏曲（闘牛士）』（作曲：ジョルジュ・ビゼー）であったが、2023年の中継では『凛』（関ジャニ∞＝現：SUPER EIGHT）が使用された。
日本テレビの放送では、2025年は『ALL UNITED』（西川貴教）がイメージソングに使用された。
筆頭スポンサーとして東京メトロが入っているため、通常は関東ローカルでしか放送されない東京メトロのCMが全国で放送されることも特徴の一つである。
各回の放送の詳細はそれぞれの記事を参照のこと。

### ネット配信
- 第1回大会

フジテレビが東京マラソンの全完走ランナー（7時間以内）のフィニッシュシーンをインターネット動画配信を駆使して“録画中継”した。PCは10分刻みで順次公開、モバイルは2分刻み（公開までに多少の時間がかかる）。無料配信。（モバイルはパケット使用料が必要）配信中は約100万アクセスが殺到し、概ね好評だった模様。
なお、この動画映像はスカイパーフェクTV!（現・スカパー!）のチャンネル・フジテレビ739（現・フジテレビONE）にて2007年12月30日に『〜頑張ったあなたへ〜東京マラソン2007 制限時間7時間のゴールシーン全部見せます!』と題してテレビ放送もされた。
- 第2回大会

日本テレビが東京マラソンの全完走ランナーのフィニッシュシーンをインターネット配信している。前回の様にリアルタイムでの公開ではなくオンデマンド方式となり、見たい選手のナンバーを入力すると、その選手のフィニッシュタイムの15秒前から15秒後までの定点カメラによる映像がストリーミング再生される。また、フィニッシュタイムでの検索により当該タイム以降のストリーミング再生も行われた。
- 第9回大会

2015年2月22日から2月28日までの期間限定で、フジテレビ傘下の定額制動画配信サービスであるフジテレビオンデマンドが完走者全員を対象にフィニッシュの瞬間を配信した。
- 第15回大会

日本テレビが傘下の定額制動画配信サービスであるHuluにてライブ配信した。
- 第16回大会

フジテレビが傘下の定額制動画配信サービスであるフジテレビオンデマンド並びに在京民放5社共同運営のTVerにて選考会の模様をライブ配信した。

### 海外配信
前述の通り、ワールドマラソンメジャーズの1つにもなっていることから、海外でも放送・配信されており、第15回大会の場合はユーロスポーツ（ヨーロッパの63ヵ国と地域）とCanal+（アフリカの47ヵ国と地域）、Flo Sports（カナダとアメリカ）、Great Sports Media（中国）、ESPN International（中南米やカリブ、ブラジルの47ヵ国と地域）を通して、世界160の国と地域でも放送が行われた。

## 歴代優勝者
優勝者の氏名・国籍・所属は当時のもの。女子車いすマラソン部門は第2回大会から実施されている。また、同時開催された10km競技はコースがワールドアスレティックスの基準を満たしておらず公認記録とはならないためここでは割愛。
-数字-は優勝回数、 太字 は（当時の）大会記録。
|    | 日付          | 男子選手                             | 国籍・所属       | 記録          | 女子選手                       | 国籍・所属         | 記録          |
| -- | ------------- | ------------------------------------ | ---------------- | ------------- | ------------------------------ | ------------------ | ------------- |
| 1  | 2007年2月18日 | ダニエル・ジェンガ                   | ケニア・ヤクルト | 2時間09分45秒 | 新谷仁美                       | 日本・豊田自動織機 | 2時間31分01秒 |
| 2  | 2008年2月17日 | ビクトル・ロスリン                   | スイス           | 2時間07分23秒 | クラウディア・ドレハー         | ドイツ             | 2時間35分35秒 |
| 3  | 2009年3月22日 | サリム・キプサング                   | ケニア           | 2時間10分27秒 | 那須川瑞穂                     | 日本・アルゼ       | 2時間25分38秒 |
| 4  | 2010年2月28日 | 藤原正和                             | 日本・Honda      | 2時間12分19秒 | アレフティナ・ビクティミロワ   | ロシア             | 2時間34分39秒 |
| 5  | 2011年2月27日 | ハイル・メコネン                     | エチオピア       | 2時間07分34秒 | 樋口紀子                       | 日本・ワコール     | 2時間28分49秒 |
| 6  | 2012年2月26日 | マイケル・キピエゴ                   | ケニア           | 2時間07分37秒 | アツェデ・ハブタム             | エチオピア         | 2時間25分28秒 |
| 7  | 2013年2月24日 | デニス・キメット                     | ケニア           | 2時間06分50秒 | アベル・ケベデ                 | エチオピア         | 2時間25分34秒 |
| 8  | 2014年2月23日 | ディクソン・チュンバ                 | ケニア           | 2時間05分42秒 | ティルフィ・ツェガエ           | エチオピア         | 2時間22分23秒 |
| 9  | 2015年2月22日 | エンデショー・ネゲセ                 | エチオピア       | 2時間06分00秒 | ベルハネ・ディババ             | エチオピア         | 2時間23分15秒 |
| 10 | 2016年2月28日 | フェイサ・リレサ                     | エチオピア       | 2時間06分56秒 | ヘラー・キプロプ               | ケニア             | 2時間21分27秒 |
| 11 | 2017年2月26日 | ウィルソン・キプサング・キプロティチ | ケニア           | 2時間03分58秒 | サラ・チェプチルチル           | ケニア             | 2時間19分47秒 |
| 12 | 2018年2月25日 | ディクソン・チュンバ -2-             | ケニア           | 2時間5分30秒  | ベルハネ・ディババ-2-          | エチオピア         | 2時間19分50秒 |
| 13 | 2019年3月3日  | ビルハヌ・レゲセ                     | エチオピア       | 2時間04分48秒 | ルティ・アガ                   | エチオピア         | 2時間20分40秒 |
| 14 | 2020年3月1日  | ビルハヌ・レゲセ                     | エチオピア       | 2時間04分15秒 | ロナー・チェムタイサルピーター | イスラエル         | 2時間17分45秒 |
| 15 | 2022年3月6日  | エリウド・キプチョゲ                 | ケニア           | 2時間02分40秒 | ブリジット・コスゲイ           | ケニア             | 2時間16分02秒 |
| 16 | 2023年3月5日  | デソ・ゲルミサ                       | エチオピア       | 2時間05分22秒 | ローズマリー・ワンジル         | ケニア             | 2時間16分28秒 |
| 17 | 2024年3月3日  | ベンソン・キプルト                   | ケニア           | 2時間02分16秒 | ストゥメ・アセファ・ケベデ     | エチオピア         | 2時間15分55秒 |
| 18 | 2025年3月2日  | タデセ・タケレ                       | エチオピア       | 2時間03分23秒 | ストゥメ・アセファ・ケベデ -2- | エチオピア         | 2時間16分31秒 |

|    | 日付          | 男子選手           | 国籍・所属             | 記録          | 女子選手               | 国籍・所属                   | 記録           |
| -- | ------------- | ------------------ | ---------------------- | ------------- | ---------------------- | ---------------------------- | -------------- |
| 1  | 2007年2月18日 | 副島正純           | 日本・シーズアスリート | 1時間32分21秒 | 部門の設定なし         | 部門の設定なし               | 部門の設定なし |
| 2  | 2008年2月17日 | 副島正純 -2-       | 日本・シーズアスリート | 1時間27分15秒 | 土田和歌子             | 日本・ヒューマントラスト     | 1時間45分19秒  |
| 3  | 2009年3月22日 | 副島正純 -3-       | 日本・シーズアスリート | 1時間33分11秒 | 土田和歌子 -2-         | 日本・サノフィ・アベンティス | 1時間46分31秒  |
| 4  | 2010年2月28日 | 山本浩之           | 日本                   | 1時間35分19秒 | 土田和歌子 -3-         | 日本・サノフィ・アベンティス | 1時間53分01秒  |
| 5  | 2011年2月27日 | 副島正純 -4-       | 日本・シーズアスリート | 1時間25分38秒 | 土田和歌子 -4-         | 日本・サノフィ・アベンティス | 1時間40分08秒  |
| 6  | 2012年2月26日 | 山本浩之 -2-       | 日本                   | 1時間29分26秒 | 土田和歌子 -5-         | 日本・サノフィ・アベンティス | 1時間48分31秒  |
| 7  | 2013年2月24日 | 副島正純 -5-       | 日本・シーズアスリート | 1時間27分53秒 | 土田和歌子 -6-         | 日本・サノフィ               | 1時間48分29秒  |
| 8  | 2014年2月23日 | 山本浩之 -3-       | 日本                   | 1時間30分43秒 | 土田和歌子 -7-         | 日本・サノフィ               | 1時間48分8秒   |
| 9  | 2015年2月22日 | 洞ノ上浩太         | 日本・ヤフー           | 1時間30分23秒 | 土田和歌子 -8-         | 日本・八千代工業             | 1時間46分30秒  |
| 10 | 2016年2月28日 | クート・フェンリー | オーストラリア         | 1時間26分00秒 | 土田和歌子 -9-         | 日本・八千代工業             | 1時間41分04秒  |
| 11 | 2017年2月26日 | 渡辺勝             | 日本・凸版印刷         | 1時間28分01秒 | アマンダ・マグロリー   | アメリカ合衆国               | 1時間43分27秒  |
| 12 | 2018年2月25日 | 山本浩之 -4-       | 日本                   | 1時間26分23秒 | マニュエラ・シャー     | スイス                       | 1時間43分25秒  |
| 13 | 2019年3月3日  | マルセル・フグ     | スイス                 | 1時間30分44秒 | マニュエラ・シャー -2- | スイス                       | 1時間46分57秒  |
| 14 | 2020年3月1日  | 鈴木朋樹           | 日本・トヨタ自動車     | 1時間21分52秒 | 喜納翼                 | 日本・タイヤランド沖縄       | 1時間40分00秒  |
| 15 | 2022年3月6日  | マルセル・フグ -2- | スイス                 | 1時間22分16秒 | 喜納翼 -2-             | 日本・タイヤランド沖縄       | 1時間40分21秒  |
| 16 | 2023年3月5日  | マルセル・フグ -3- | スイス                 | 1時間20分57秒 | マニュエラ・シャー -3- | スイス                       | 1時間36分43秒  |
| 17 | 2024年3月3日  | 鈴木朋樹 -2-       | 日本・トヨタ自動車     | 1時間23分05秒 | マニュエラ・シャー -4- | スイス                       | 1時間40分10秒  |
| 18 | 2025年3月2日  | 鈴木朋樹 -3-       | 日本・トヨタ自動車     | 1時間19分14秒 | カテリーヌ・デブルナー | スイス                       | 1時間35分56秒  |

## 関連団体

### 大会運営関係

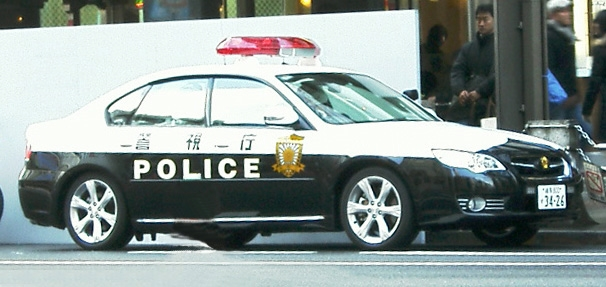
東京マラソンの警備業務に配備された警視庁のパトロールカー
（富士重工業 スバル・レガシィB4）

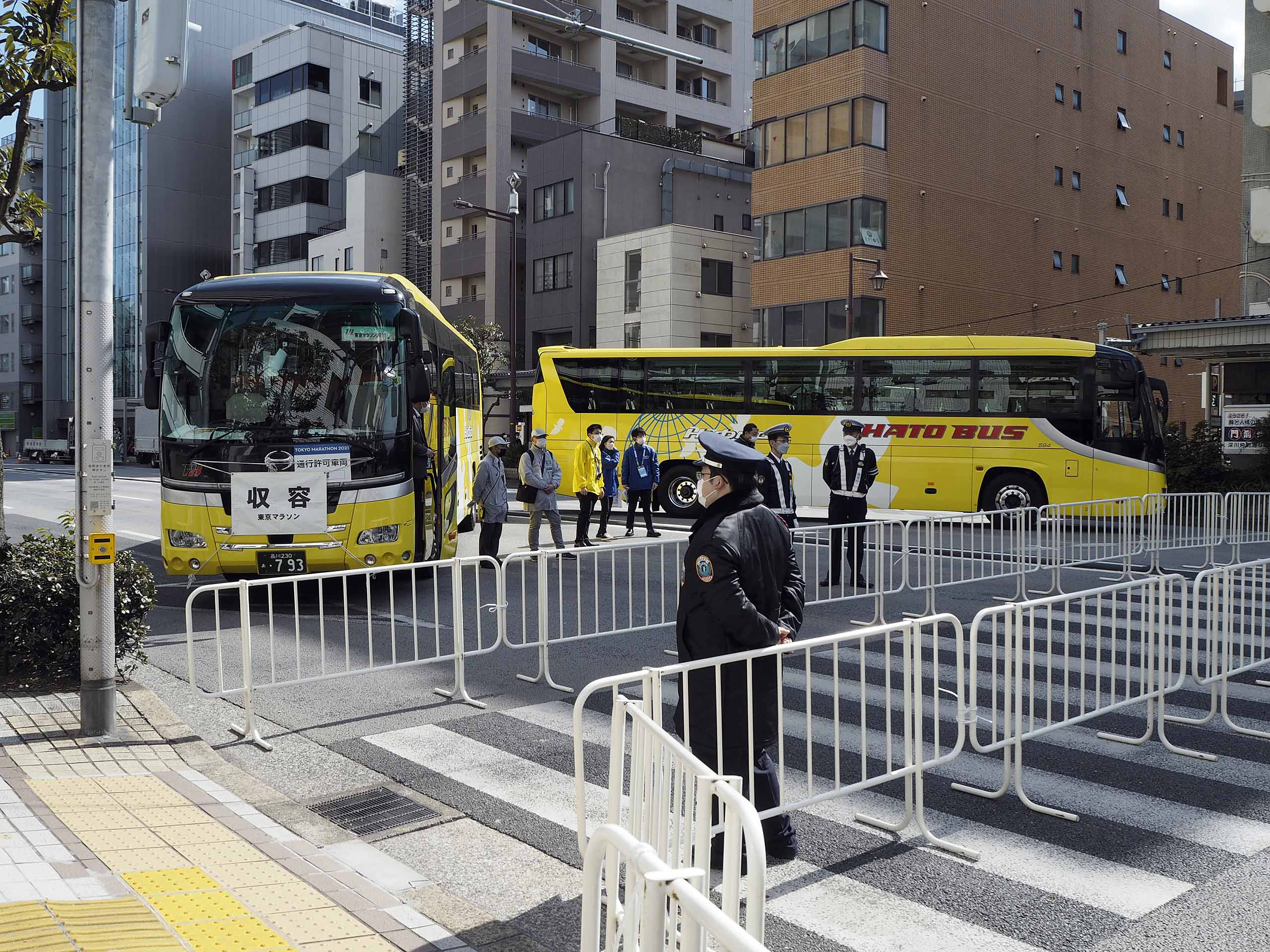
東京マラソンの選手収容車両として動員されたはとバス（日野・セレガハイブリッド）

主催
- 一般財団法人東京マラソン財団

共催
- 東京都
- 日本陸上競技連盟
- 読売新聞社（読売新聞グループ本社）
- 日本テレビ放送網
- フジテレビジョン（フジサンケイグループ）
- 産経新聞社
- 東京新聞（中日新聞東京本社）

フジテレビ・産経新聞と読売新聞・日本テレビは東京国際マラソンの主催（隔年交代）、東京新聞は東京シティロードレースの主催で、これらを引き継いだものと言える。
主管
- 公益財団法人東京陸上競技協会

運営協力
- 公益社団法人東京都障害者スポーツ協会
- 特定非営利活動法人関東パラ陸上競技協会

後援
- スポーツ庁
- 国土交通省
- 観光庁
- 特別区長会
- 日本スポーツ協会
- 日本オリンピック委員会
- 日本パラスポーツ協会
- 日本パラ陸上競技連盟
- 日本経済団体連合会
- 経済同友会
- 東京商工会議所
- 東京都医師会
- 東京防災救急協会
- 東京民間救急コールセンター登録事業者連絡協議会
- 東京都看護協会
- 東京観光財団
- 東京都町会連合会
- 東京都商店街振興組合連合会
- 東京都商店街連合会
- 東京都スポーツ協会
- 東京都スポーツ推進委員協議会
- 首都高速道路
- 報知新聞社
- ラジオ日本
- サンケイスポーツ
- 夕刊フジ
- ニッポン放送
- 東京中日スポーツ

警備
- シミズオクト
- 警視庁
約5,000人の人員を配置して、約7時間に及ぶ公道の規制・封鎖による警備を行っている。また、地下鉄構内や歩道橋などでは多数の警備員や係員が配置され、観客の整理などを行っている。
ISILによる日本人拘束事件やシャルリー・エブド襲撃事件など大事件の発生に伴うテロ対策の一環として、2015年のレース以降は主催者が、64人のランニングポリスと参加者が伴走する事による警備方式を採用することも発表した。帽子に付けられたカメラでリアルタイムに本部に送信される。

輸送
- SGホールディングス（佐川急便・SGムービング）
参加者の手荷物や飲料水などの輸送、地下通路における自転車の横断補助などを担当。
- はとバス
スタッフの移動や途中棄権もしくは失格となった参加者の収容などを担当。
開催当日は交通規制のため、日中に出発する東京都内定期観光コースの多くが運休となり、バスと乗務員に余剰が発生する。これを逆手にとった実行委員会側からの提案をはとバス側が受ける形で、オフィシャルスポンサーとなった[11]。

### 協賛関係
特別協賛

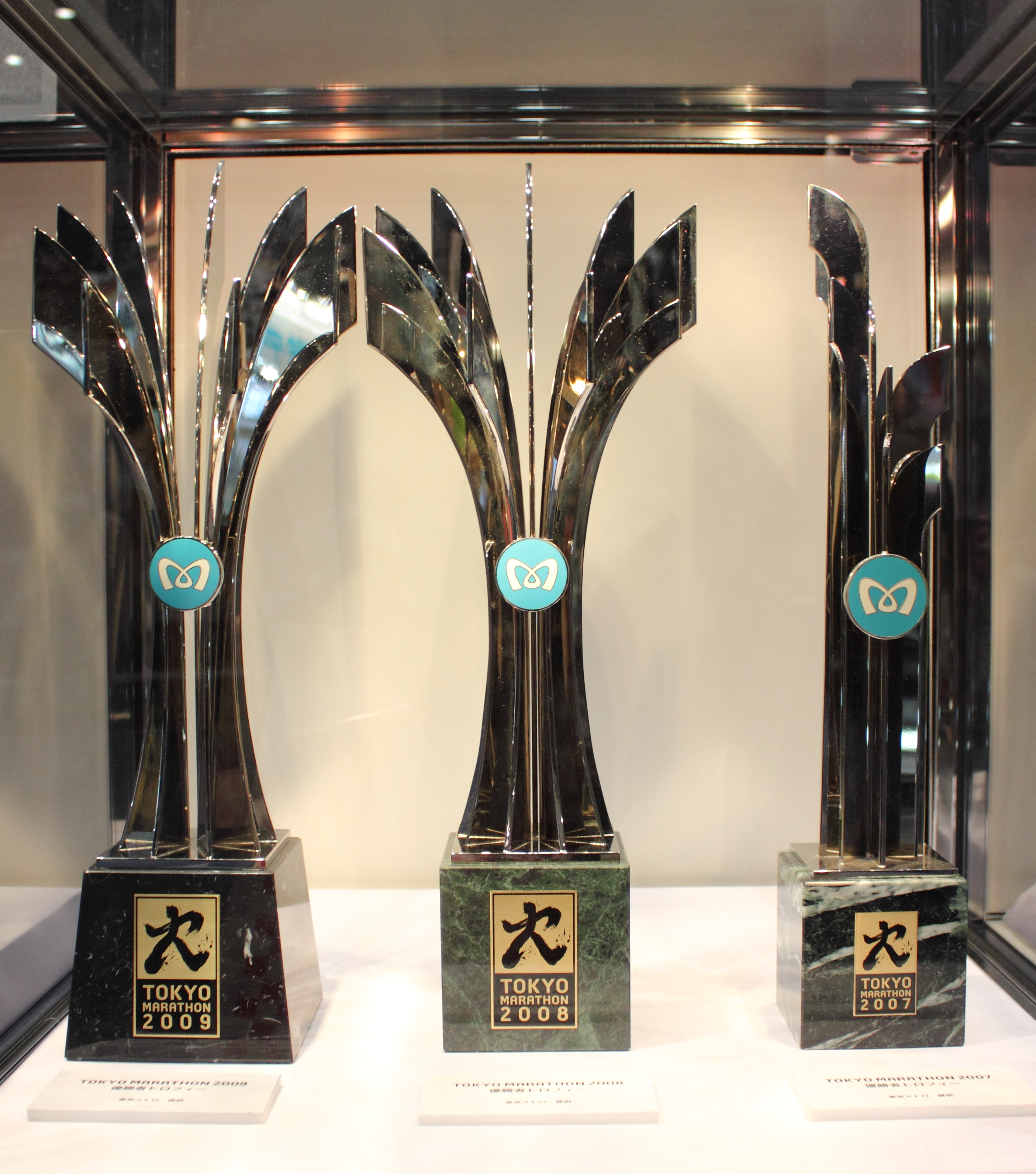
2007年から2009年の東京マラソンのトロフィー（東京メトロ贈呈）

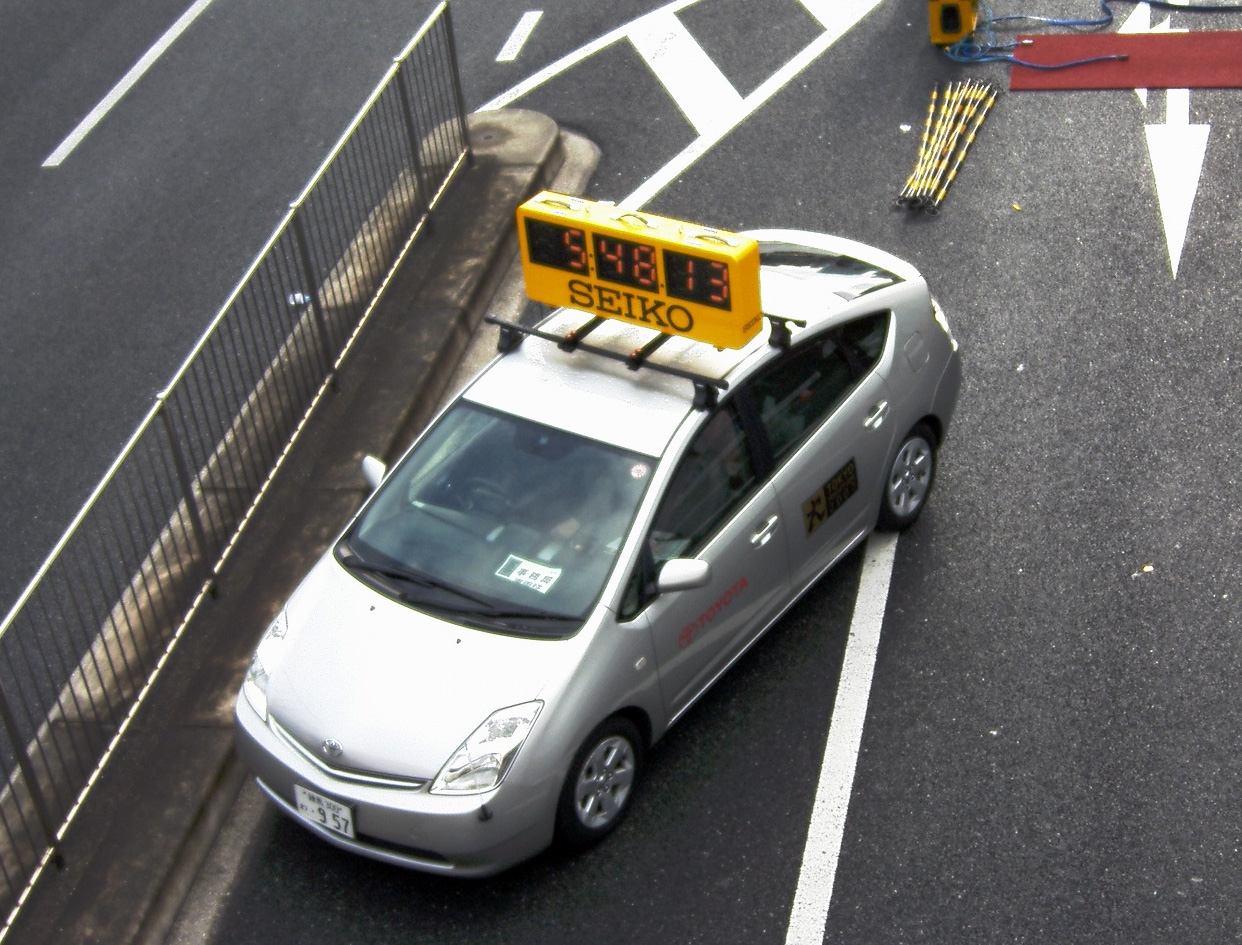
トヨタから提供の車両（プリウス）とセイコーの公式記録時計 開始から5時間48分13秒を表示

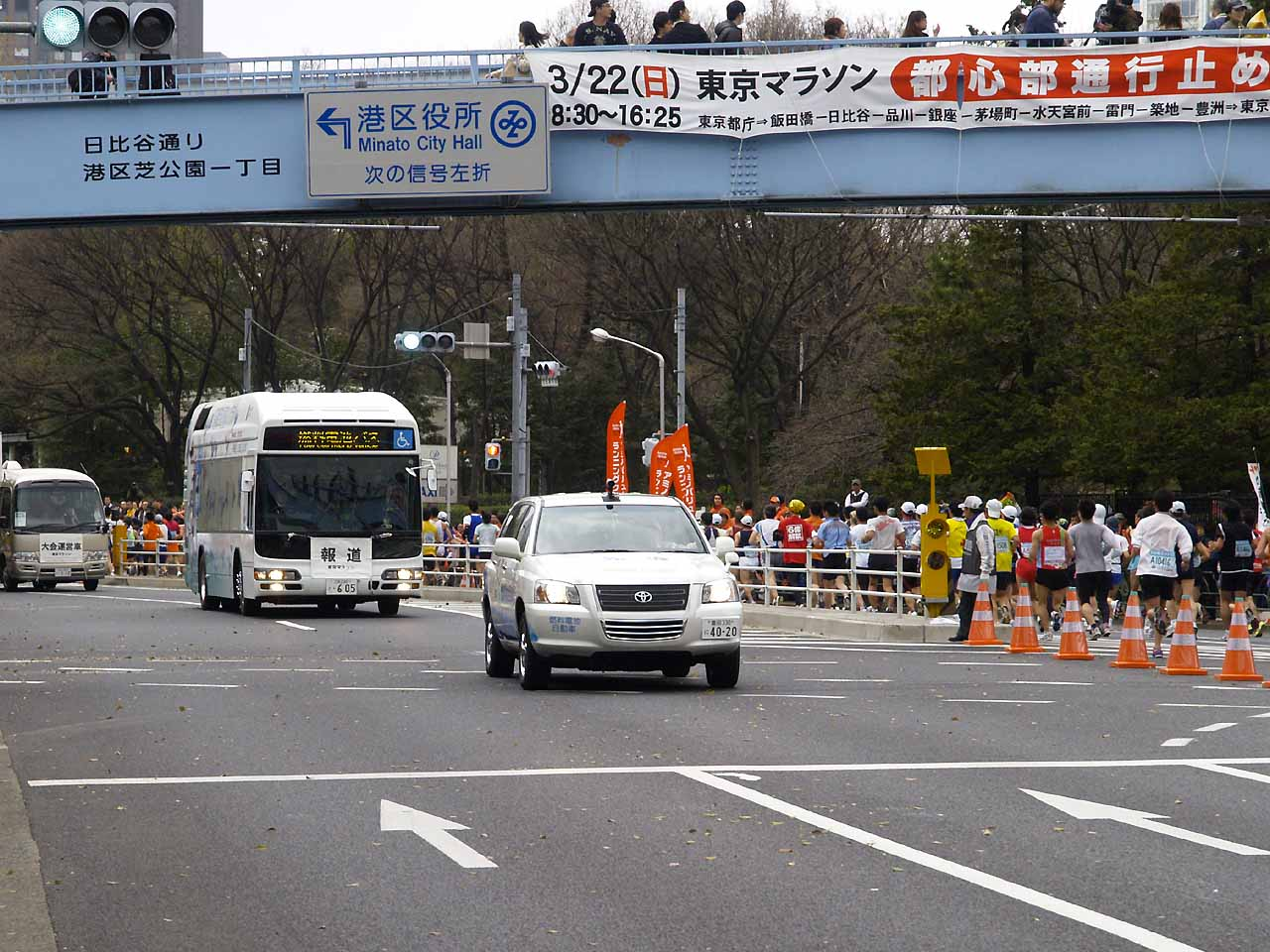
トヨタから提供の燃料電池車：FCHVアドバンスドとFCHV-BUS(日野・ブルーリボンシティ)

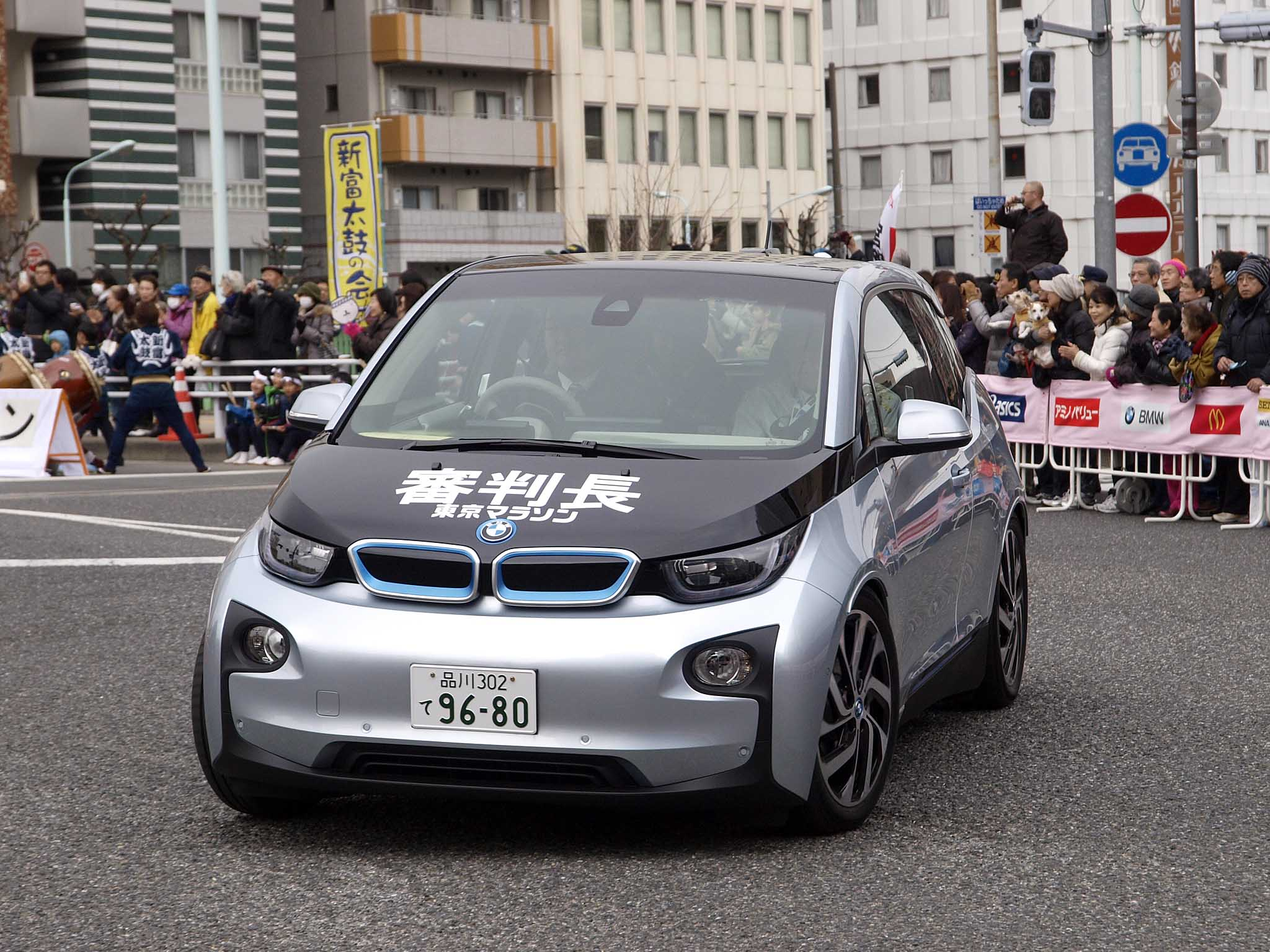
BMWから提供の電気自動車：BMW・i3

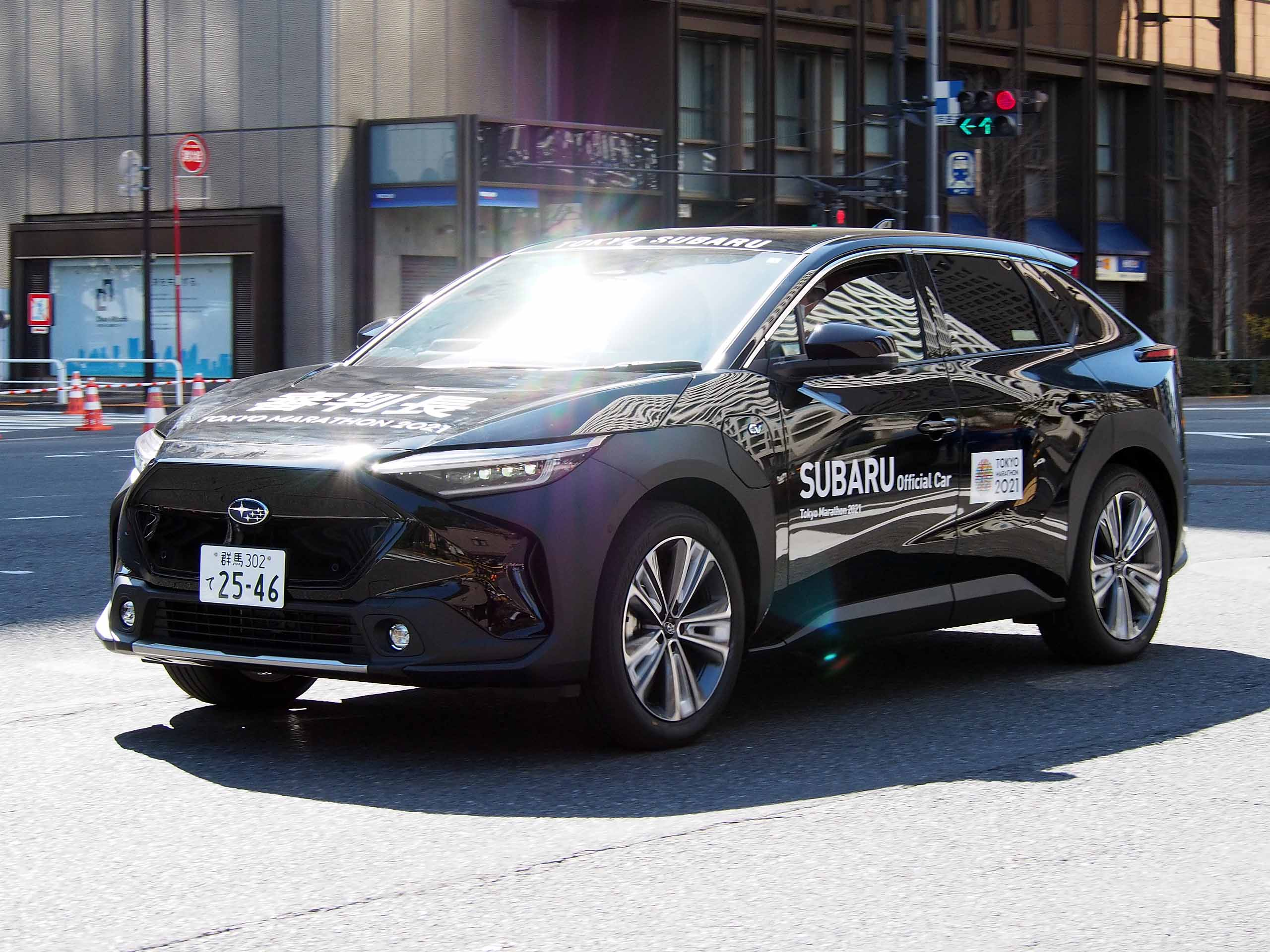
SUBARUから提供の電気自動車：スバル・ソルテラ

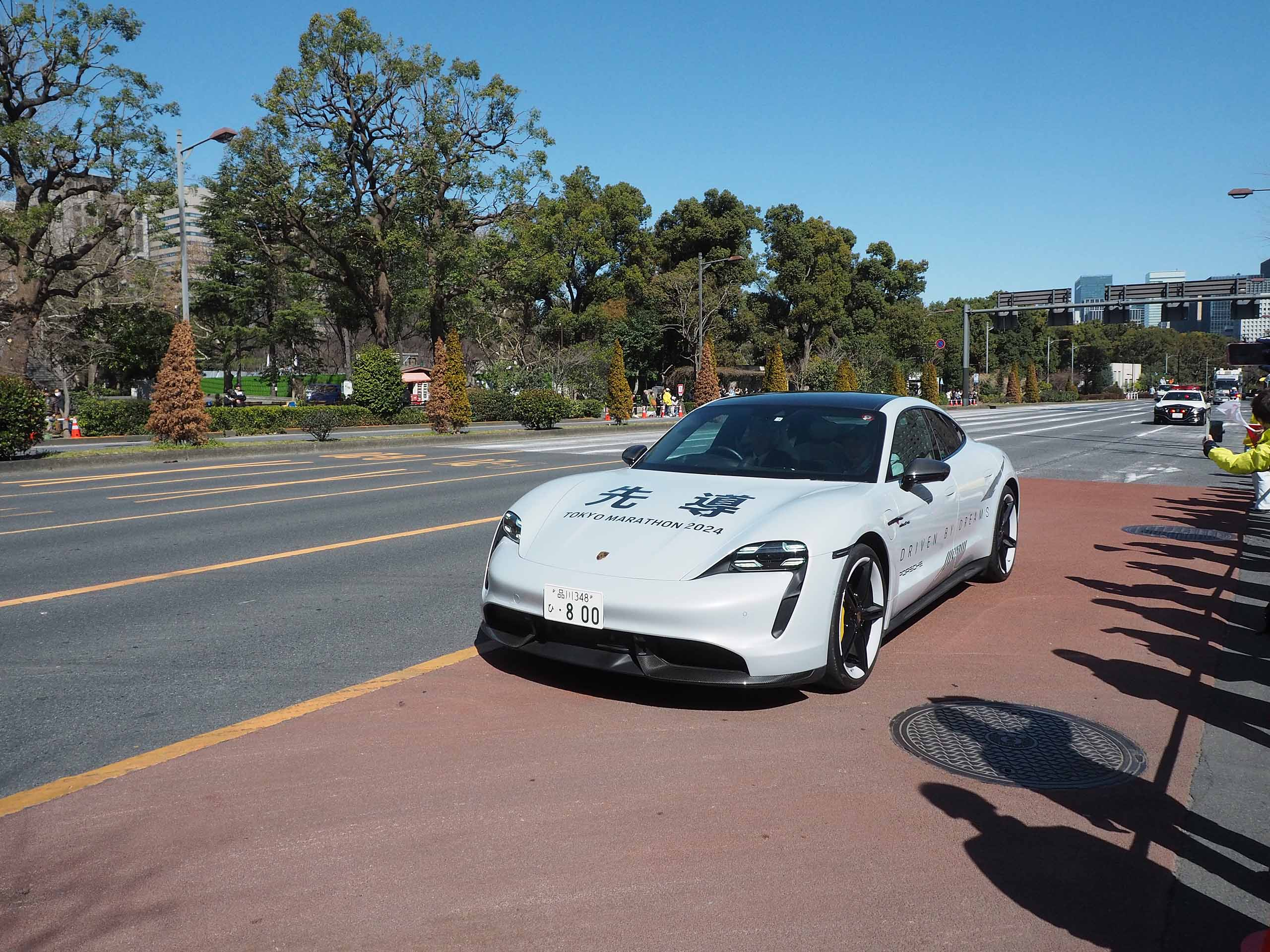
ポルシェから提供の電気自動車：ポルシェ・タイカン4S

- 東京メトロ（プレミアパートナー。普段は関東地区でしか放送されない同社CMも、マラソン中継中は47都道府県で放送される）

その他の協賛（一部除きテレビ中継にも協賛）
- スターツ/スターツグループ
- マスターカード
- アシックス
- 大塚製薬（オフィシャルドリンク…2016年まではアミノバリュー、2017年以降はポカリスエット）
- 近畿日本ツーリスト
- セイコーグループ（オフィシャルタイマー。マラソンコース上に『銀座和光』の時計台がある）
- 日本マクドナルド
- 第一生命保険
- みずほ銀行
- 全国労働者共済生活協同組合連合会（全労済）
- 久光製薬
- 花王
- バスクリン
- ポルシェジャパン（オフィシャルカー提供）
- フォトクリエイト（オールスポーツコミュニティ）
- 日本光電
- コーユーレンティア
- Fanplus
- シミズオクト
- TANAKAホールディングス
  - 田中貴金属工業（トロフィー製作、2007年）
  - 田中貴金属ジュエリー
- 佐川急便
- 六甲バター

過去の協賛
- コナミスポーツ&ライフ（2007-2008年）
- トヨタ自動車（オフィシャルカー提供、2007-2010年）
- BMW JAPAN（オフィシャルカー・自転車提供、2011-2020年。年によっては日本人男子最高順位選手に副賞としてBMWの乗用車を贈呈していた。）
- SUBARU（オフィシャルカー提供、2021年）
- 日本航空（2007-2011年）
- JTB（2007-2011年）
- ヤマザキパン（2009-2021年）
- イフイング（TOKIOインカラミ）（2023-2024年）
- ティップネス（2010-2011年）
- フラグスポート（マニフレックス）
- ゼビオ
- NTTコミュニケーションズ（2013年）
- 日本通運（2007-2016年）
- 東レ
- GMOドメインレジストリ
- カゴメ
- 東京ビッグサイト
- 京王プラザホテル
- 日本IBM
- セコム
- セブン-イレブン
- アサヒビール
- 全日本空輸
- アメリカン・エキスプレス
- コニカミノルタ
- 綜合警備保障
- 広陽サービス
- 資生堂
- TOPPAN
- 大和証券
- バンダイナムコエンターテインメント
- ウェスティンホテル&リゾート
- KDDI
- ドール
- EMTG
- 三菱商事

## トラブル
- 2007年の第1回大会以来、男性ランナーによる立ちション問題が続いている[73]。植え込みや公衆トイレ裏などで用を足す参加者も多く、2023年の大会ではコース上に528基のトイレを設置するなどの対策を進めている。

- 2008年の第2回大会では、家族や知人の名義を借りて応募し、当選者本人と実際に走るランナーが別人だったケースも見受けられた。そのほか、第1回大会時のゼッケンをつけて無断で参加したり、出走権をインターネットオークションに出品したりと、転売行為や不正出走が相次いだ[74]。芸能人や中継担当局の日本テレビのアナウンサーが多数参加したことで、競技会ではなくイベントと化したとの批判が週刊新潮[75] や週刊現代[76]、日刊ゲンダイ[77] などのマスメディアによってなされた。その後の大会でも複数の芸能人や著名人、アナウンサーが参加していた。なお、2013年の第7回大会は、チャリティーランナーとして報道関係者（専属アナウンサー等含む）や芸能人・文化人等の参加はあったものの、それを除けば芸能人による参加は少数で、アナウンサーは参加していなかった。